# Karnischer Hauptkamm
Der Karnische Hauptkamm ist eine Gebirgsgruppe der Südlichen Kalkalpen und ein Teil der Karnischen Alpen. Er verläuft entlang der Grenze zwischen Österreich (Osttirol, Kärnten) und Italien (Südtirol, Belluno, Friaul).
Der Kamm erreicht seinen höchsten Punkt in der Hohen Warte mit 2780 m ü. A. Der rund 110 km lange, von West nach Ost verlaufende Karnische Hauptkamm bildet fast durchgehend eine Wasserscheide zwischen dem Schwarzen Meer und der Adria. Tektonisch gehören die Karnischen Alpen zum Südalpin und sind gegen Norden durch die Periadriatische Naht vom Ostalpin getrennt. Die Geologie des Gebirges ist äußerst vielfältig und umfasst Gesteine aus dem Paläozoikum und dem Mesozoikum. Die ältesten Gesteinsschichten wurden an der Grenze zwischen Ediacarium und Kambrium gebildet und sind etwa 550 Millionen Jahre alt.
Das weitgehend naturnahe Gebiet mit seiner stark gegliederten Höhenzonierung bietet Lebensräume für viele Tier- und Pflanzenarten und steht auf italienischer Seite größtenteils unter Naturschutz. Während des Ersten Weltkriegs war der Karnische Kamm unmittelbares Frontgebiet, und es kam zu einem erbitterten Gebirgskrieg zwischen Österreich-Ungarn und dem Königreich Italien. Kriegsrelikte und Soldatenfriedhöfe im Gebirge erinnern daran.
Durch Alpenvereinshütten, ein großes Wegenetz und mehrere Wintersportgebiete ist der Karnische Hauptkamm für den Tourismus erschlossen. Der rund 155 km lange Karnische Höhenweg durchquert das Gebirge von West nach Ost und ist Teil der Friedenswege. Namensgebend für das Gebirge ist das antike Volk der Karner.

## Geographie
Der Karnische Hauptkamm hat eine maximale Ausdehnung zwischen Innichen bzw. Sillian im Westen und der Einmündung der Gailitz in die Gail im Osten von 110 und von Nord nach Süd von 19 Kilometern; er umfasst eine Gesamtfläche von etwa 1330 km².

### Umgrenzung
Die Grenzziehung folgt der Alpenvereinseinteilung der Ostalpen (AVE), der Karnische Hauptkamm hat die Nummer 57a. Diese orographische Abgrenzung wurde von August Böhm von Böhmersheim bereits Ende des 19. Jahrhunderts festgelegt. Im österreichischen Sprachgebrauch wird der Begriff Karnische Alpen oft synonym für den Hauptkamm benutzt, da Österreich nur mit dem nördlichen Abschnitt des Hauptkamms Anteil an den Karnischen Alpen hat. Die Karnischen Alpen umfassen nach heutiger Auffassung auch das Gebiet von Karnien sowie die Karnischen Voralpen in Italien.
Die Begrenzung verläuft von Innichen durch das Drautal bis zur Einmündung des Gailbachs und folgt dem Bach bis zum Kartitscher Sattel. Das Gailtal bis zur Einmündung der Gailitz bildet die Nordgrenze. Die Ostgrenze bildet die Gailitz bis nach Tarvisio. Im Süden verläuft die Grenze durch das Kanaltal bis nach Pontebba und entlang des Frattengrabens hinauf zum Pass Forca Pradulina und abwärts entlang des Rio Turrico nach Paularo; von dort westwärts nach Ligosullo über Paluzza nach Comeglians. Von Comeglians schwenkt die Grenze nach Nordwesten und folgt dem Deganotal (Val Degano) bis nach Forni Avoltri und über Sappada sowie Piave nach San Stefano di Cadore. Die Grenze wird durch das Padolatal über den Kreuzbergpass und durch das Sextental zurück nach Innichen geschlossen.

### Verkehr

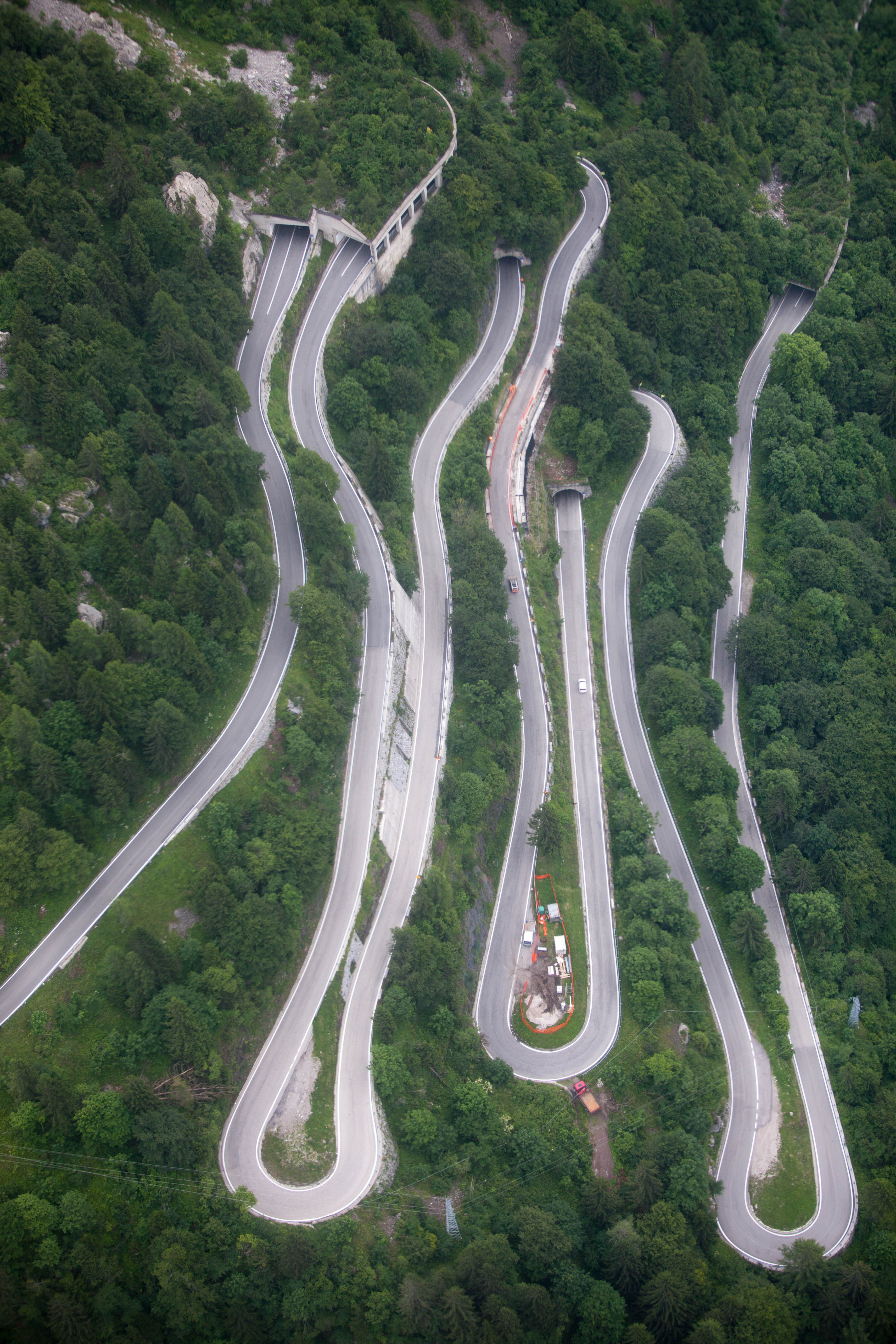
Verlauf der Strada Statale 52 bis Carnica hinauf zum Grenzübergang am Plöckenpass (Passo di Monte Croce Carnico)

Im Norden des Karnischen Hauptkamms verläuft im Gailtal zwischen Arnoldstein und dem Pustertal die Gailtal Straße (B 111). Sie hat ihren höchsten Punkt im Kartitscher Sattel (1525 m). Ebenfalls im Gailtal verläuft von Arnoldstein bis Kötschach-Mauthen die Gailtalbahn. Arnoldstein im Osten ist ein wichtiger Verkehrsknotenpunkt und Grenzbahnhof auf österreichischer Seite. Von Norden kommend führt die Rudolfsbahn nach Italien, wo sich in Tarvis der Grenzbahnhof befindet. Die Süd Autobahn (A 2) führt dort ebenfalls über die Staatsgrenze und ist auf italienischer Seite mit der Autostrada A23 verbunden. Parallel dazu verläuft die Kärntner Straße (B 83) bzw. die Strada Statale 13 Pontebbana. A23 und SS13 verlaufen durch das Kanaltal nach Westen bis Pontebba. Von Pontebba führt die Strada Provinciale 110 nach Norden über die Passhöhe des Nassfelds (1530 m) nach Österreich, wo die Nassfeld Straße (B 90) anschließt. Die Strada Provinciale 23 bzw. Strada Provinciale 24 verbindet Paularo mit Paluzza. Von Paluzza führt die Strada Statale 52 bis Carnica hinauf zum Plöckenpass (1357 m), wo sich die Staatsgrenze zu Österreich befindet und die Straße als Plöckenpass Straße (B 110) weitergeführt wird. Die Strada Regionale 355 verbindet Comeglians mit Forni Avoltri, Sappada und Santo Stefano di Cadore. Die Strada Statale 52 Carnica verläuft von dort bis nach Innichen ins Pustertal. Innichen und Sillian sind über die Pustertaler Staatsstraße bzw. die Drautal Straße auf österreichischer Seite verbunden. Parallel dazu verläuft die Pustertalbahn bzw. die Drautalbahn.

### Gliederung und Gipfel

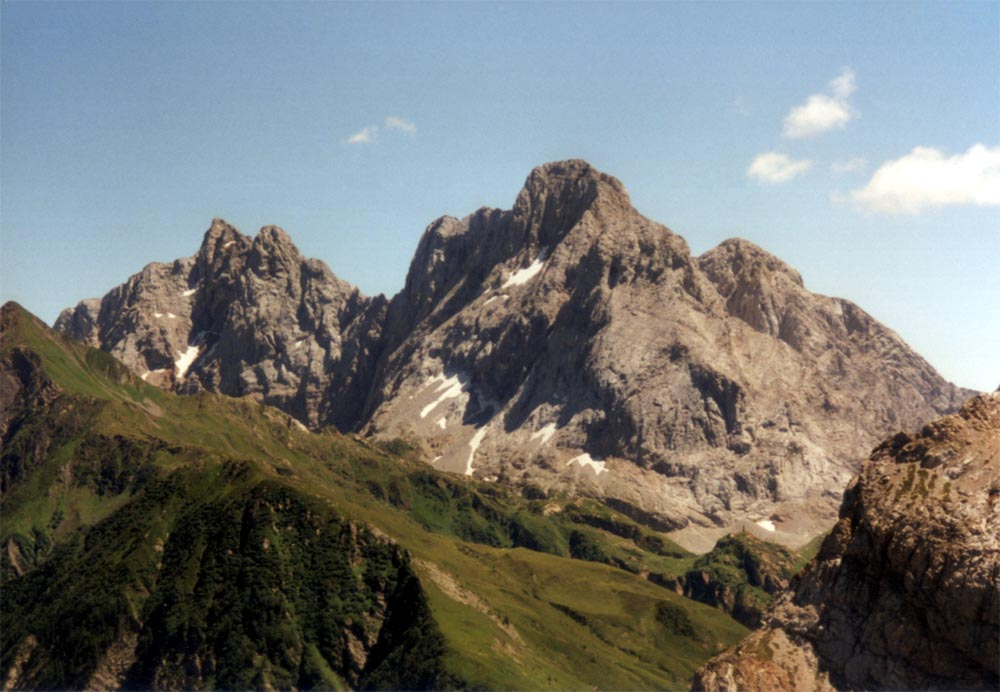
Die Kellerspitzen (links) und Hohe Warte (rechts) sind die höchsten Erhebungen im Karnischen Hauptkamm

Der Karnische Hauptkamm ist ein homogener Gebirgskamm, dem nach Norden und Süden kleinere Randgruppen vorgelagert sind.
Der Kammverlauf beginnt im Westen beim Helm (2433 m) und ist bis zur Porze (2600 m) alleinstehend. Südlich der Porze ist dem Kamm, durch den Passo Palombino (2035 m) getrennt, die Crode dei Longerin (2571 m) vorgelagert. Der weitere Kammverlauf zwischen Tilliacher Joch (2094 m) und Öfner Joch (2011 m) ist wieder einheitlich ohne Vorlagerungen. Die Monte-Peralba-Monte-Avanza-Gruppe befindet sich südlich des Hochalpljochs (2281 m) und ist vom Hauptkamm, mit Ausnahme des Jochs, durch tief eingeschnittene Täler getrennt. Namensgebend sind die landschaftsprägenden Gipfel von Monte Peralba (2694 m) und Monte Avanza (2481 m). Südwestlich davon liegt die relativ eigenständige Rinaldogruppe mit dem Monte Rinaldo (2473 m) als höchste Erhebung. Vom Öfner Joch ostwärts bis zum Giramondopass (2005 m) ist der Karnische Kamm wieder alleinstehend. Der Kammverlauf vom Giramondopass bis zum Wolayer Pass (1973 m) wird auch Biegengebirge genannt. Darauf folgt nach Osten der Kammverlauf vom Wolayer Pass bis zum Plöckenpass (1360 m). In diesem Abschnitt befinden sich die höchsten Gipfel des Karnischen Hauptkamms. Er besteht aus den Wandabstürzen von Seewarte (2599 m), Hoher Warte (2780 m), Keller Warte (2713 m), den Kellerspitzen (2774 m) und dem Kollinkofel (2686 m). Wolayer Pass und Plöckenpaß sind markante Zäsuren des Kammes. Ab dem Plöckenpaß wird der Kamm deutlich niedriger und verläuft ohne Vorlagerungen bis zum Nassfeld (1530 m). Die höchsten Erhebungen im Gebiet sind der Rosskofel (2239 m) und der Gartnerkofel (2195 m). Ab dem Gartnerkofel ostwärts ist der Kamm weniger stark ausgeprägt und die Gipfel überschreiten nicht die Höhe von 2000 m. Die Göriacher Alpe bildet den östlichen Endpunkt des Karnischen Hauptkamms.

### Vergletscherung

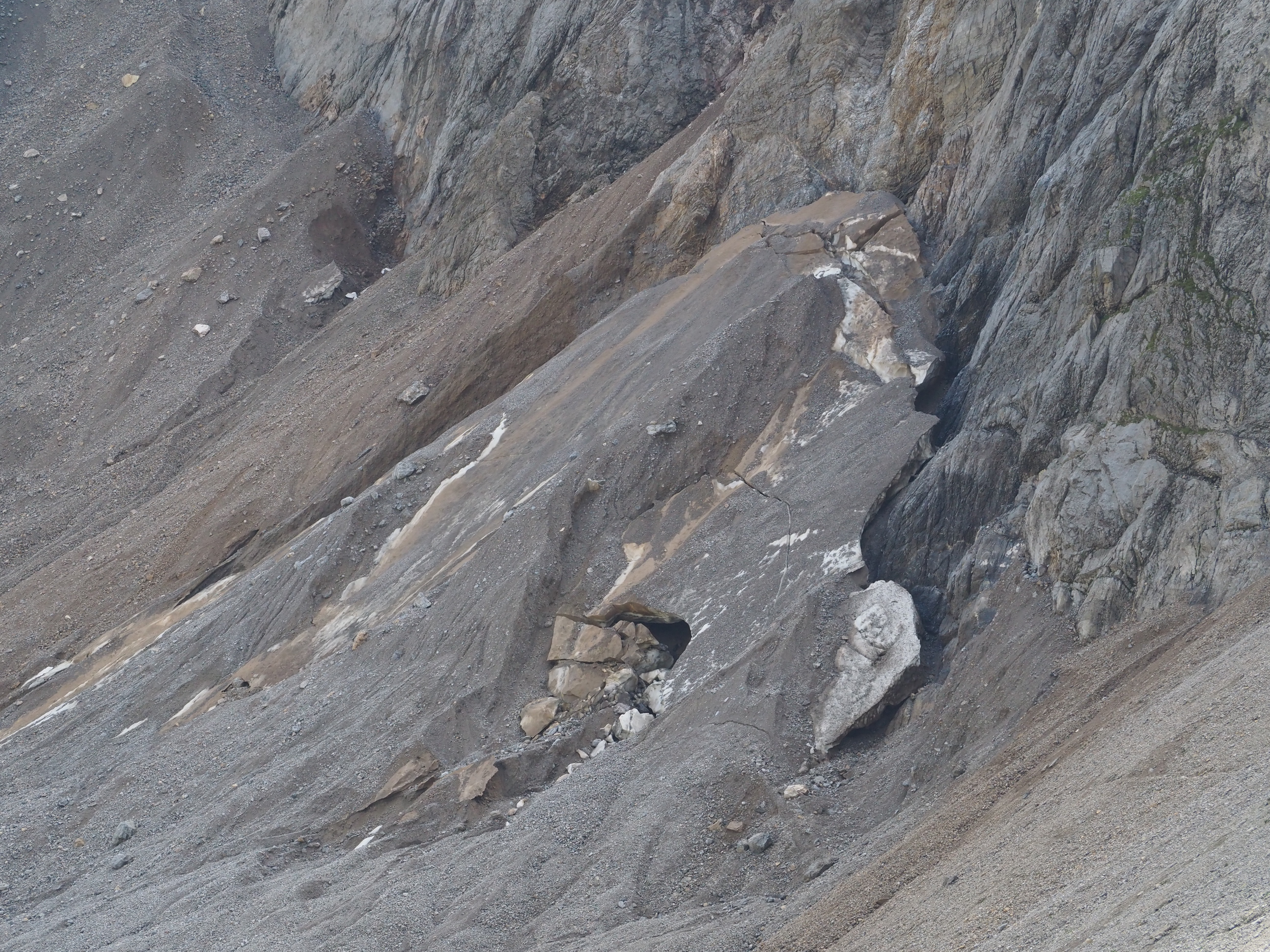
Der Eiskargletscher im September 2023.

Der einzige Gletscher des Karnischen Hauptkammes und zudem der südlichste Gletscher Österreichs befindet sich im Eiskar nördlich des Kollinkofels am Fuß der Kellerwand, etwa 3 km westlich des Plöckenpasses. Das Kar liegt auf einer Höhe von 2200 m und damit 500 m unterhalb der heutigen Schneegrenze. Dass sich dort bis heute ein Gletscher halten konnte, liegt zum einen an seiner Ausrichtung nach Norden und den mächtigen Felswänden der Kellerwand, die das Eiskar vor Sonneneinstrahlung und dem Abschmelzen schützen. Zum anderen ist das Gebiet sehr  niederschlagsreich, mit einem Maximum im Oktober und November, wobei der Niederschlag in diesen Monaten meist als Schnee fällt.

### Gewässer

Der Zollnersee ist vermutlich ein Toteissee. Im Hintergrund der Hohe und der Kleine Trieb

Der Karnische Hauptkamm ist fast durchgehend eine Wasserscheide zwischen dem Schwarzen Meer und der Adria. Der Norden entwässert über die Drau in die Donau. Der Süden entwässert über den Piave und den Tagliamento in die Adria. Der äußerste Südwesten, ab dem Kreuzbergpass, sowie der äußerste Südosten, ab dem Saifnitzer Sattel, entwässern ebenfalls in die Drau.
In den Hochlagen befinden sich mehrere kleine Bergseen, die durch die Erosionstätigkeit der Gletscher im Würm entstanden sind. Sie liegen in Karbecken oder werden durch Moränenreste aufgestaut. Dies sind etwa der Obstanser See, der Wolayer See oder der Lago Avostanis. Der Zollnersee ist vermutlich ein Toteissee. Der Lago di Pramollo am Nassfeld ist künstlich aufgestaut.

## Geologie

### Tektonik

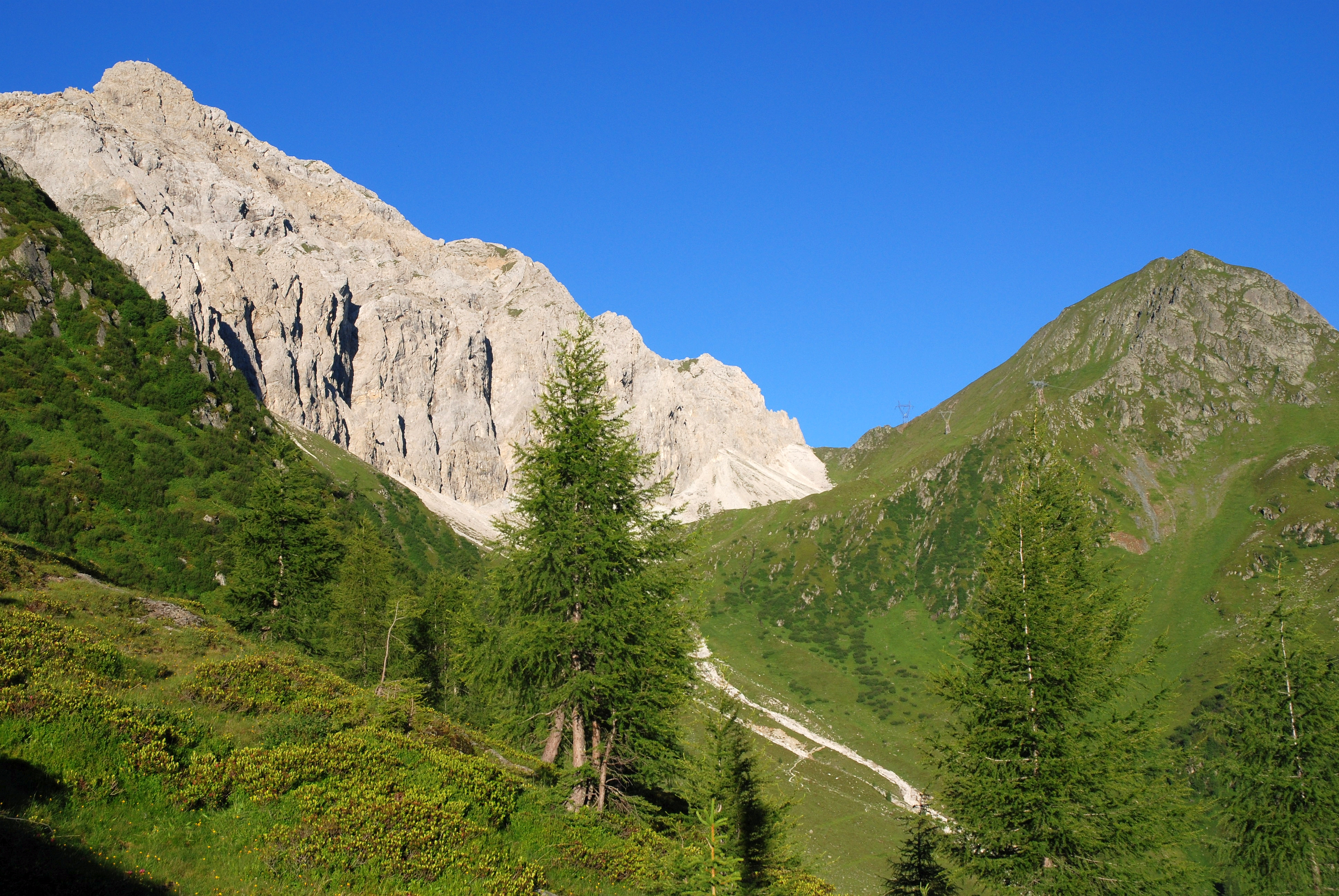
Eine geologische Störung verläuft durch die Porzescharte. Heller Massenkalk der Porze (links) aus dem Devon trifft auf Grauwacke der Roßkarspitze (rechts) aus dem Ordovizium

Großtektonisch gehören die Karnischen Alpen zum Südalpin und sind gegen Norden durch die Periadriatische Naht vom Ostalpin getrennt.
Der heutige tektonische Aufbau der Karnischen Alpen ist das Resultat sowohl einer variszischen als auch einer intensiveren alpidischen Gebirgsbildung. Die prä-variszische Unterlage vom Ordovizium bis zum unteren Karbon ist durch eine klassische Winkeldiskordanz vom post-variszischen Deckgebirge (Oberes Karbon bis Trias) getrennt. Die Gesteinsschichten dieser beiden Sedimentationszyklen werden häufig als die zwei Stockwerke der Karnischen Alpen bezeichnet. Während der alpidischen Orogenese wurden beide Stockwerke kaum tektonisch überprägt und die Gesteine sind wenig deformiert bzw. nur schwach metamorph. Die ursprünglichen Schichtfolgen, einschließlich der eingeschlossenen Fossilien, wurden somit sehr gut konserviert. Der Karnische Hauptkamm besitzt einen komplexen Deckenaufbau und ist von mehreren tektonischen Störungen durchzogen.

### Gesteine
Die Gesteine des Karnischen Hauptkamms sind überaus vielfältig und wurden großteils von Meeresablagerungen aus dem Paläozoikum und dem Mesozoikum gebildet. Je nach Ablagerungsmilieu konnten sich während der gleichen Epoche sehr unterschiedliche Gesteine bilden. Im Folgenden sind weitverbreitete Formationen angeführt.

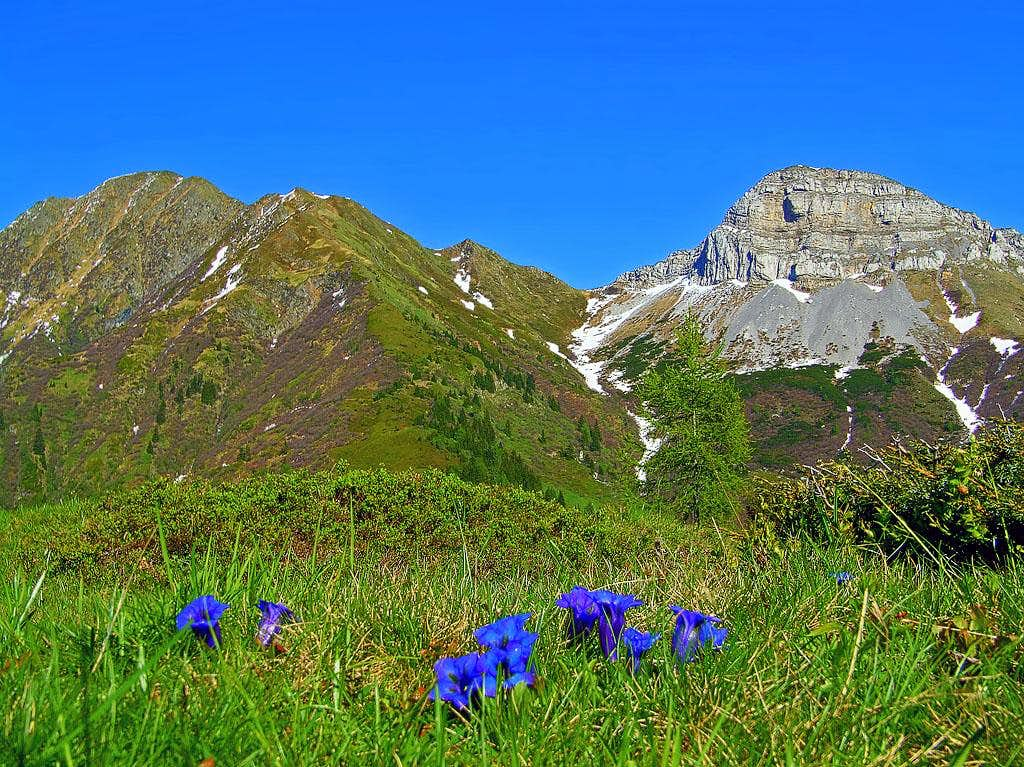
Blick auf Hochwipfel (links) und Schulterkofel (rechts). Die Sandsteine der Hochwipfel-Formation als auch die gebankten Kalke der Schulterkofel-Formation stammen aus dem Karbon.

Die ältesten datierten Gesteine bilden die Val-Visdende-Formation. Sie wird rund 500 Meter mächtig und ist im Westen des Gebirgskamms weit verbreitet. Anhand der Uran-Blei-Datierung wurde das Alter mit rund 550 Millionen Jahren, an der Grenze vom Ediacarium zum Kambrium, bestimmt. Es handelt sich um phyllitische, schwach metamorphe Schiefer. Die Typlokalität befindet sich am Passo Silvella, etwas nördlich des Col Quaterna. Die darüber lagernde Comelico-Formation stammt aus dem Ordovizium und wurde auf ein Alter von 470 Millionen Jahre datiert. Es handelt sich um Porphyroide (Ignimbrite), die im Bereich der Pfannspitze vorkommen. Im Silur kam es durch Meeresspiegelschwankungen zu mehreren kurzzeitigen Sedimentationslücken (Hiatus), teilweise fehlt das ältere Silur vollständig. In flachmarinen bis pelagischen Bereichen bildeten sich fossilreiche Kalke. Aus tiefmarinen Ablagerungen entstanden unter anderem Graptolithenschiefer. Diese sind etwa im sogenannten Graptolithengraben zwischen Unterer und Oberer Bischofalm aufgeschlossen. Im Devon konnten sich in einem einst tropischen Klima große Stromatoporen- und Korallenriffe bilden. Die Mächtigkeit der Riff- und Lagunenkalke erreicht im Bereich des Wolayer Sees bis zu 1300 Meter. Die Kellerwand, das Biegengebirge, der Monte Peralba und die Porze bestehen etwa aus devonischem Kalkstein. Die Hochwipfel-Formation aus dem Karbon ist das am weitesten verbreitete Gestein des Gebirges. Es kommt von der Grenze Osttirol/Kärnten bis zum Ostende bei Arnoldstein vor und erreicht eine Mächtigkeit bis zu 1000 Metern. Die Formation besteht vor allem aus quarzreichen Sandsteinen, Siltsteinen und Schiefern aus dem Mississippium. Aus dem Perm stammen die auffallend roten Sandsteine der Gröden-Formation, die im Gebiet des Lanzenpasses weit verbreitet sind. Ebenfalls im Perm bildete sich der vulkanische Zufuhrschlot des Kniebergs, der aus Andesit besteht. Gesteine der Trias bilden die Berge in der Umgebung des Nassfelds. Der Gartnerkofel besteht aus Schlerndolomit aus dem Ladinium. Es ist das jüngste Gestein am Karnischen Kamm.

### Ehemalige Vergletscherung

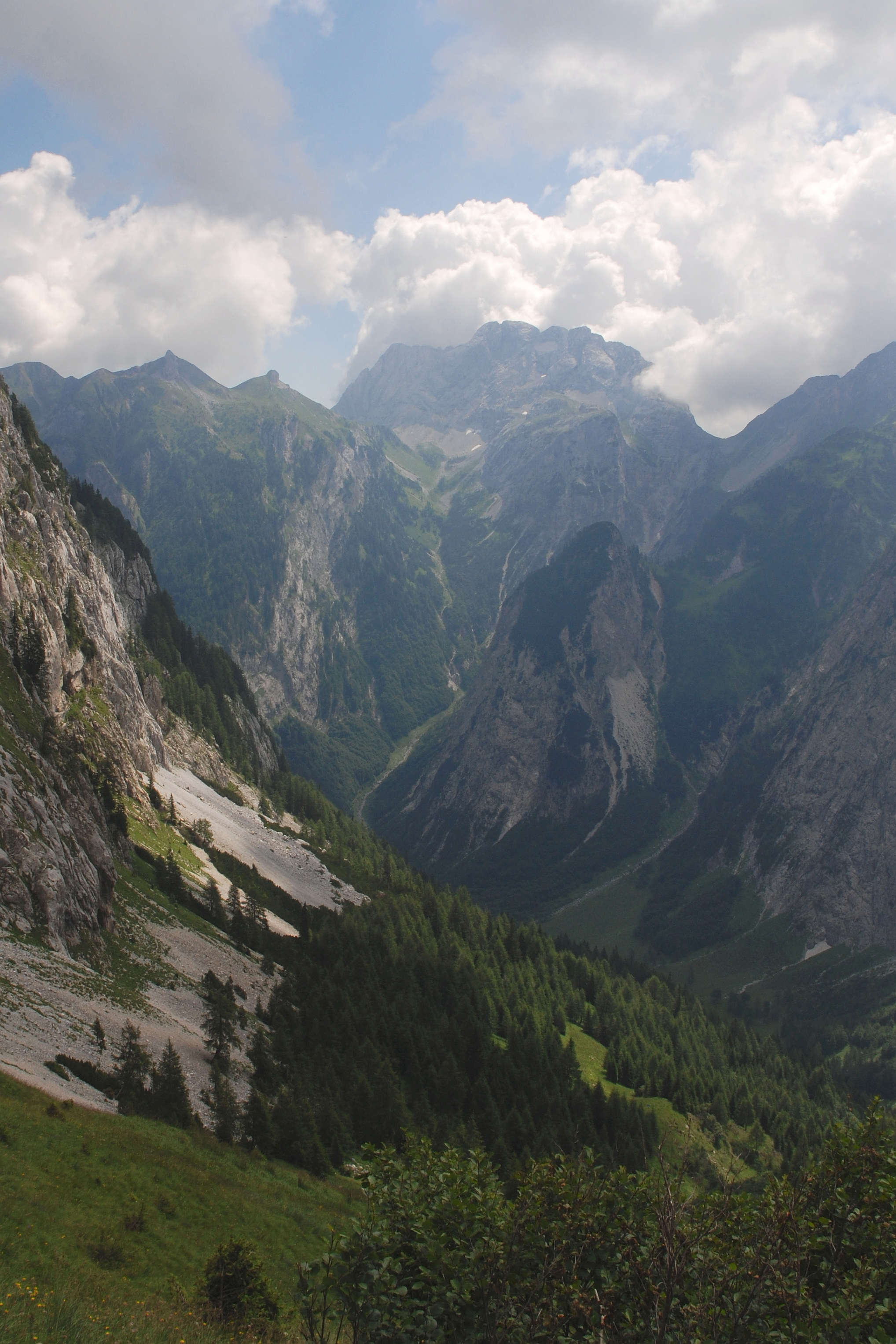
Blick über das Wolayer Tal zum ehemaligen Gletscherabfluss durch die Gamskofel-Westflanke

Der Karnische Kamm war während der Kaltzeiten des aktuellen Eiszeitalters immer vergletschert, wobei die Hochlagen als Nährgebiet für ausgedehnte Eisströme dienten. Am Höhepunkt der jeweiligen Vereisung erfüllten große Eismassen die Täler und reichten immer wieder bis auf über 2000 m. Nur noch die höchsten Gipfel ragten als Nunatakker aus den Eisströmen heraus. An den Flanken schürfte das Eis Kare und Trogtäler aus.
Die Gletscher des westlich gelegenen Hauptkamms vereinigten sich mit dem mächtigen Draugletscher, der von den Hohen Tauern durch das Pustertal nach Südwesten floss. Die Eisrandhöhe in Sillian lag bei etwa 2300 m und die Mächtigkeit des Eises betrug rund 1200 Meter. Der Draugletscher floss mit einem Nebenarm, dem Gailgletscher, durch das Gailtal nach Osten, wobei die Eisrandhöhe stetig abnahm und bei Tarvis rund 1700 m betrug. Die nach Norden aus dem Hauptkamm abfließenden Gletscher vereinigten sich mit dem Gailgletscher, wobei große Lokalgletscher wie der Wolayer Gletscher für starke Eiszufuhr sorgten. Der Wolayer Pass war mit einer 70 bis 100 Meter dicken Eisschicht bedeckt. Über den Plöckenpass und das Nassfeld floss der Gailgletscher nach Süden (Diffluenz).
An der Südseite des Gebirgskamms fand ebenfalls eine starke Gletscherbildung statt. Im Bereich der Porze lag das Nährgebiet des mächtigen Piavegletschers, der über den Lago di Santa Croce noch das Vorland bei Vittorio Veneto erreichte. Der Deganogletscher, vom Monte Peralba kommend, bildete das Trogtal des Val Fleons. Auch im Einzugsbereich des But entstand ein Lokalgletscher, der nach Süden abfloss.

### Hydrogeologie
Die tiefgründig verkarsteten devonischen Kalke entwässern größtenteils unterirdisch. So befinden sich in den Hochlagen im Bereich der Hohen Warte keine größeren oberflächlichen Abflüsse. Der Großteil des Regen- und Schmelzwassers versickert in den Spalten und Dolinen des Kalkgesteins und sammelt sich in ausgedehnten Höhlensystemen. Die Kalke werden von Grundwasser stauenden Schiefern unterlagert, die zahlreiche Quellaustritte erzwingen. Aufgrund der nach Süden einfallenden Schichten treten im Plöckengebiet in den Karnischen Alpen auf Kärntner Seite nur wenige größere Quellvorkommen auf. Die stärkste Quelle des Gebiets ist die permanente Karstquelle des Fontanon mit einer durchschnittlichen Schüttung von 1000 l/s. Sie befindet sich flussaufwärts der Stadt Timau, am Fuß der Gamspitzwand, und wird als Trinkwasserreservoir und zur Energiegewinnung genutzt. Wie Tracerversuche zeigten, stammt das Wasser der Quelle aus dem Bereich der 10 Kilometer entfernten Monumentz-Alpe an der Südseite der Hohen Warte.

### Höhlen

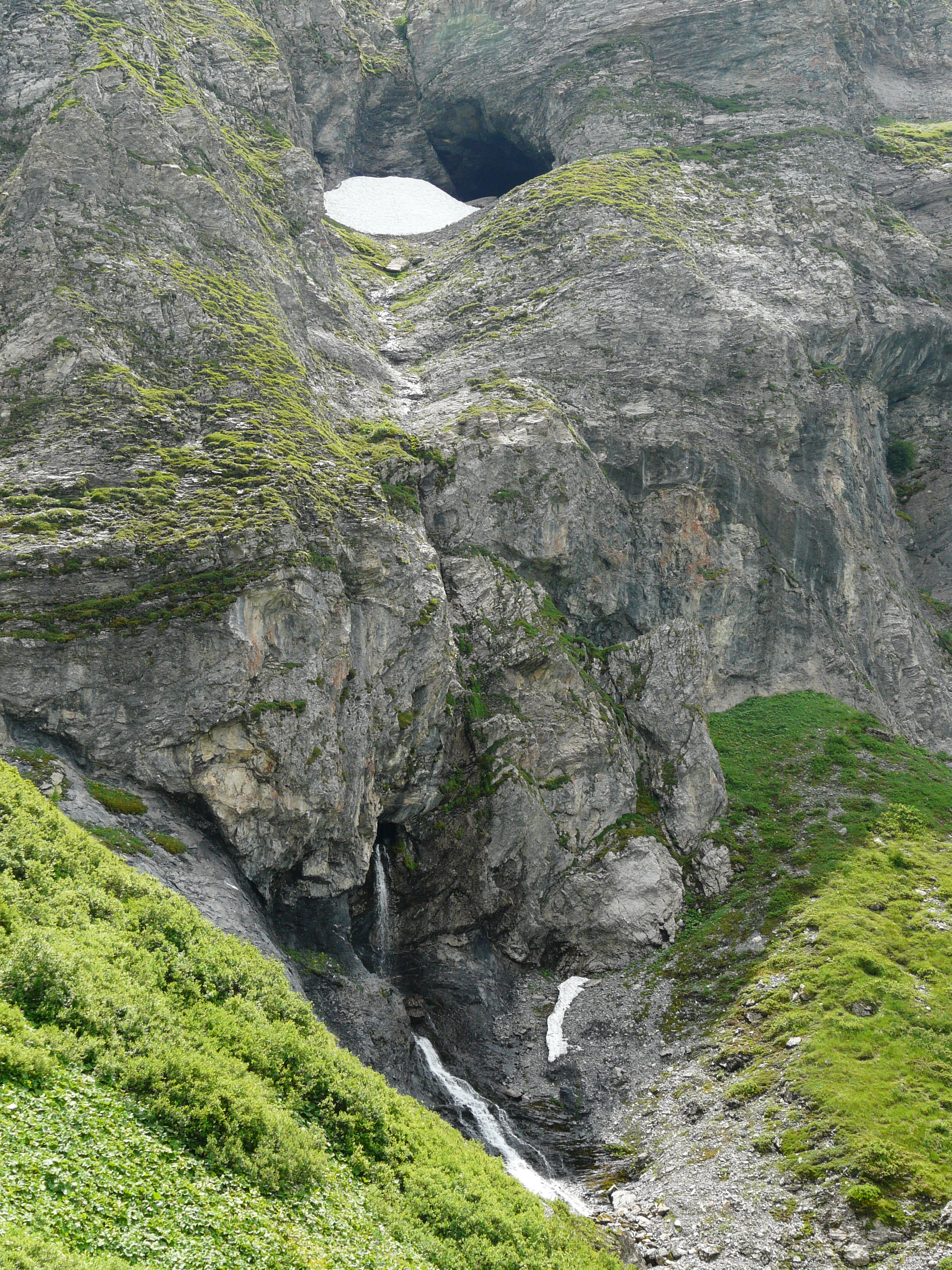
Das Portal der Obstanser Eishöhle und die 68 m tiefer gelegene Quelle des Obstanser Wasserspeiers

Obwohl der Karnische Hauptkamm zu einem Teil aus gut verkarstungsfähigen Kalkgesteinen besteht, ist die Höhlendichte im Vergleich zu anderen Gebirgsgruppen der Kalkalpen erstaunlich gering. Dies lässt sich zu einem Teil mit dem geringen Stand der Erforschung erklären. Westlich des Nassfelds im Bereich zwischen Rosskofel und Creta di Rio Secco bzw. dem Hochplateau nördlich davon befinden sich mehrere Höhlen. Das Klondike-Kloce-Höhlensystem (Kat. Nr. 3833/1) bzw. Abisso Klondike (4234) ist mit einer Vermessungslänge von 5500 m und einer Vertikalerstreckung von 690 m mit Stand 2015 die längste Höhle am Hauptkamm. Eingänge zum System befinden sich in Österreich und in Italien. Ein zweites Karstgebiet befindet sich nördlich des Obstanser Sees. Die Höhlen des Gebiets sind zwar altbekannt, werden aber erst seit dem Jahr 2008 intensiv erforscht. Mit derzeit 3364 m Vermessungslänge ist die dortige Obstanser Eishöhle (Kat. Nr. 3811/1) das zweitlängste Höhlensystem des Karnischen Hauptkamms und die zweitlängste Höhle des Bundeslandes Tirol.

### Geopark

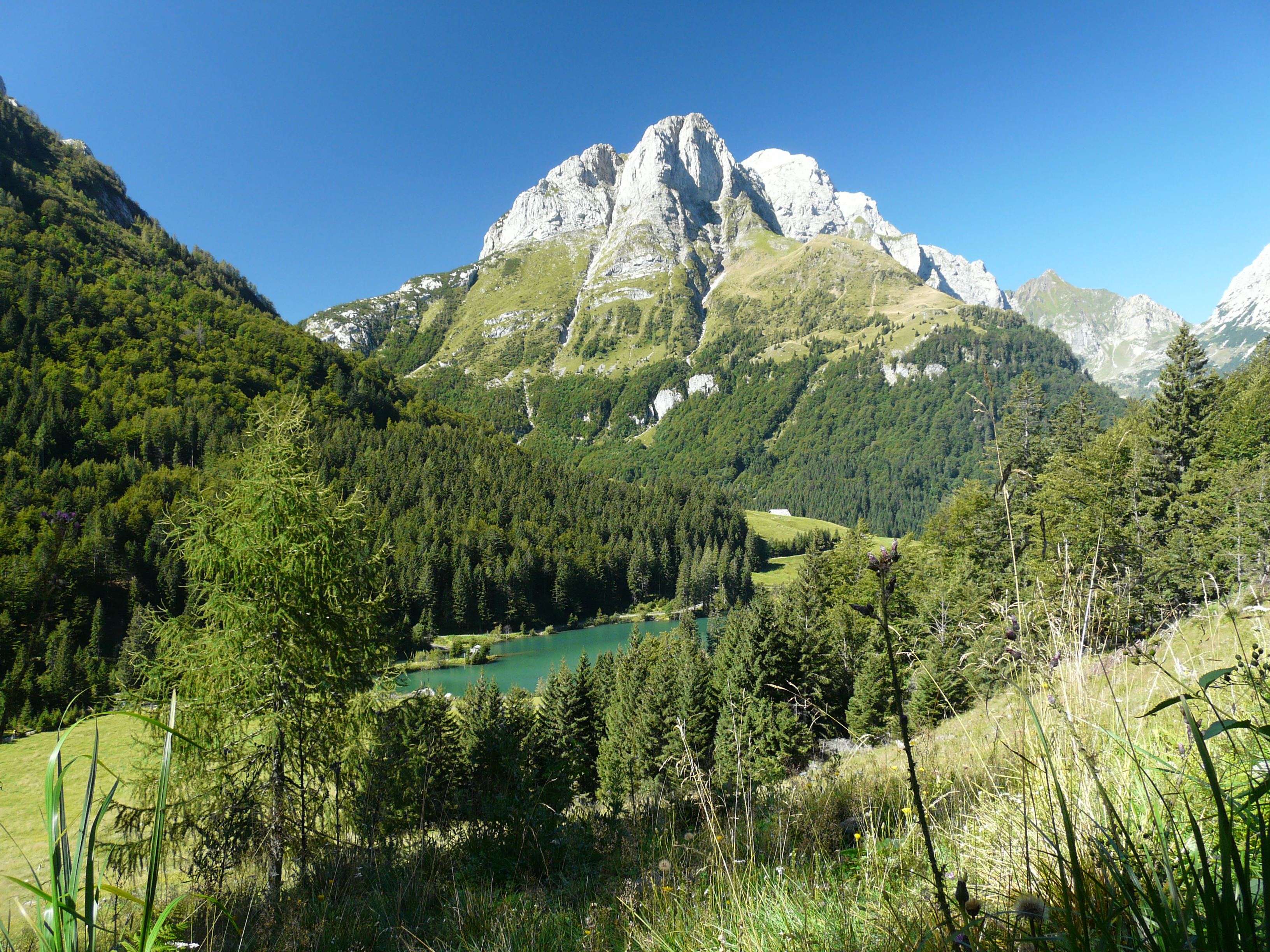
Der Cellon ist unter Geologen weltberühmt

Der gesamte Karnische Hauptkamm bildet zusammen mit Teilen der Südlichen Karnischen Alpen, Bereichen in den Gailtaler Alpen und in den Lienzer Dolomiten den rund 810 km² großen Geopark Karnische Alpen. Ziel ist es, die geologischen Besonderheiten, die vielfältigen Gesteine und Fossilien einer breiten Öffentlichkeit zugänglich zu machen. In Österreich und Italien befinden sich mehrere Museen und Besucherzentren. Im Gebirge wurden mehrere Rundwanderwege (Geotrails) angelegt, wo Informationstafeln über die lokalen geologischen Gegebenheiten informieren. Ein Höhepunkt ist ein Besuch der, unter Geologen weltberühmten, Lawinenrinne in der Cellon-Ostflanke (Cellonetta). An keiner anderen Stelle in Europa sind Gesteine und Fossilien vom Ordovizium, Silur und des älteren Devon in ähnlich klarer Weise aufgeschlossen. Das Cellon-Profil ist die Typlokalität für das Silur in den Ost- und Süd-Alpen.

## Klima
Der  Karnische Hauptkamm steht unter maßgeblichem Einfluss des Mittelmeerklimas. Dies bewirkt ein für alpine Regionen leicht erhöhtes Temperaturniveau in den Sommermonaten, in den Herbstmonaten kommt es durch feuchtwarme Luftströmungen aus dem Süden häufig zu sehr ergiebigen Niederschlägen. Der niederschlagreichste Monat ist der Oktober. Die Jahresniederschläge bewegen sich in einer Größenordnung von 1000 bis rund 3000 mm, wobei die Niederschläge von Ost nach West ab- und mit zunehmender Meereshöhe deutlich zunehmen. Bedingt durch den oftmaligen Wolkenstau am Südrand fällt im Bereich des Nassfelds überdurchschnittlich viel Niederschlag. Maximalwerte werden im Bereich des Rosskofels (2239 m ü. A.) erreicht. Westlich des Nassfelds verursachen die weit nach Süden reichenden Karnischen Voralpen eine vorzeitige Kondensation der Regenwolken, so dass zentrale Bereiche, wie etwa das Gebiet um den Monte Peralba, relativ niederschlagsarm sind. Dieser Effekt macht sich besonders im äußersten Westen durch die vorgelagerten Sextener Dolomiten bemerkbar. Ein Vergleich der Jahresniederschläge von 2121 mm am Nassfeld (1530 m ü. A.) mit 958 mm in Sillian (1075 m ü. A.) zeigt deutlich die Barrierewirkung der vorgelagerten Berge. Das Gleiche gilt für das Gailtal, das sich im Regenschatten des Hauptkamms befindet.

## Flora und Vegetation

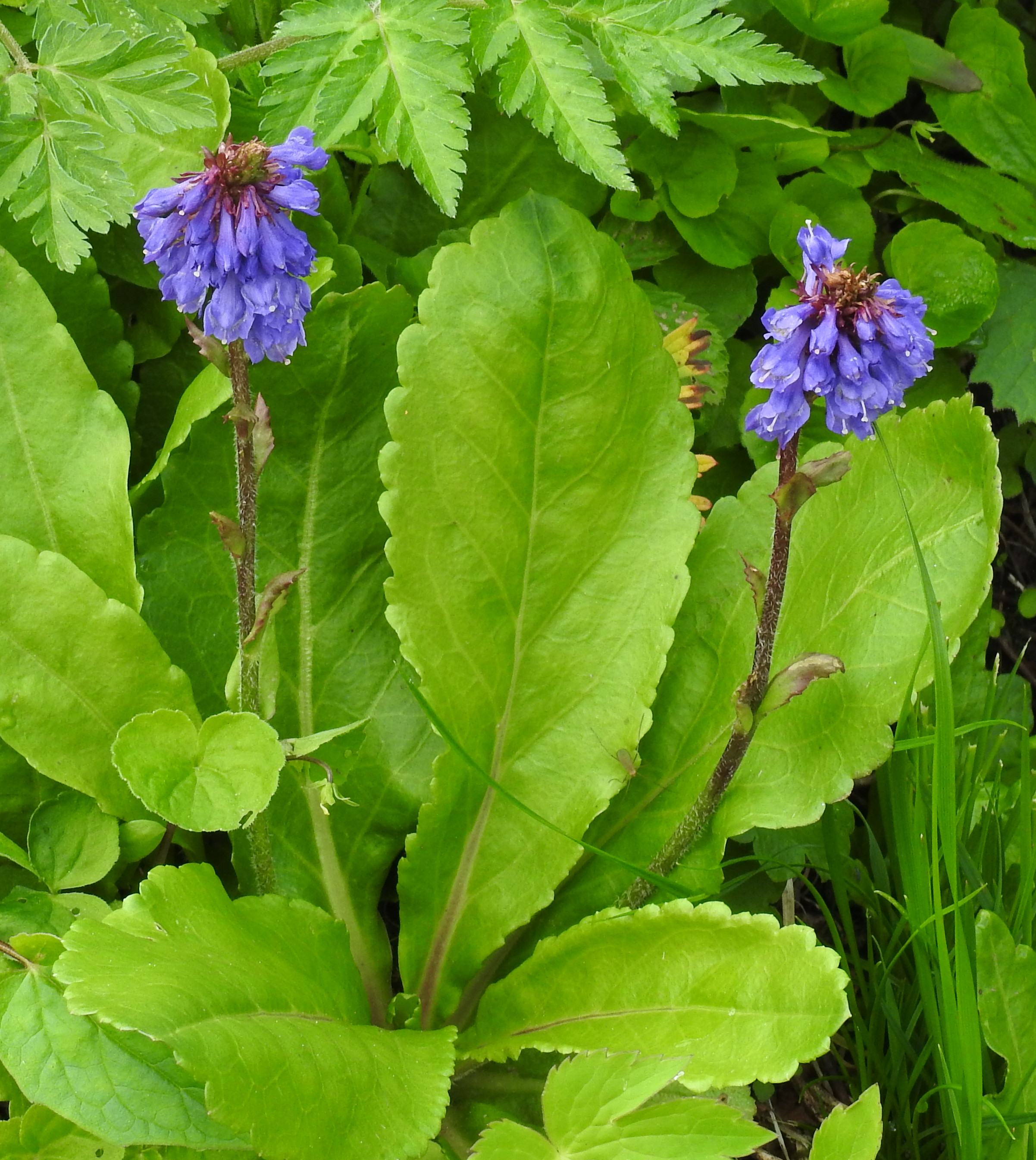
Die Kärntner Wulfenie ist eine der bekanntesten Pflanzen des Karnischen Hauptkamms

Da im Karnischen Kamm sowohl basischer Kalk als auch saures, silikatisches Gestein vorkommt, gibt es sehr unterschiedliche Standorte. Zusätzlich bildet der Karnische Kamm für viele Pflanzenarten mit südlichem Verbreitungsschwerpunkt die Nordgrenze. Zusammen mit der stark ausgeprägten Höhenzonierung ermöglicht dies eine besonders reichhaltige Flora des Gebiets.
Aufgrund der großen Höhenunterschiede von der Tallage bis in die Gipfelregionen bildet sich in jeder Höhenstufe eine entsprechende Vegetation. Die montane Stufe entspricht dem Bereich der Fichten-Tannen-Buchen-Wälder als Klimaxvegetation. Mit zunehmender Höhe werden die Buchen von Fichten und Lärchen abgelöst, die auch die Waldgrenze bilden. Über der Waldgrenze bildet die Bergkiefer über Kalk und die Grünerle über Silikat oft einen typischen Krummholzbereich, der in Gräben und Schutthalden auch unterhalb der Waldgrenze vorkommen kann.
Eine der bekanntesten Pflanzen des Gebirges ist die Kärntner Wulfenie (Wulfenia carinthiaca), die ausschließlich im Bereich des Nassfelds um den Gartnerkofel vorkommt. Ebenfalls am Gartnerkofel gedeiht die seltene Schopfteufelskralle (Physoplexis comosa) in der Nordwand des Berges. Im Gipfelbereich des Trogkofels wächst der Dolomiten-Mannsschild (Androsace hausmannii). Die Wiesen der Mauthner Alm sind sehr artenreich. Dort wächst unter anderem die in Österreich seltene Weiße Trichterlilie (Paradisea liliastrum). Das Alpen-Edelweiß (Leontopodium nivale) ist in den Karnischen Alpen vor allem an den Südhängen weit verbreitet.
Die Vielfalt des Gesteinsuntergrundes bietet einer Vielzahl von Substratspezialisten unter den Flechten die geeigneten Lebensmöglichkeiten, so dass an einigen Stellen wie im Norden des Wolayersees auf kleinstem Raum das Artenspektrum von extrem säureliebenden bis hin zu Flechten, die basisches Substrat bevorzugen, reicht. Der Karnische Hauptkamm ist Rückzugsort für Arten, die besonders empfindlich auf Luftverschmutzung reagieren. Eine der äußerst seltenen Großflechten der Alpen, Lobaria amplissima, bevorzugt als Substrat alte Buchen in einer Höhenlage von 900 bis 1300 Meter.

## Fauna

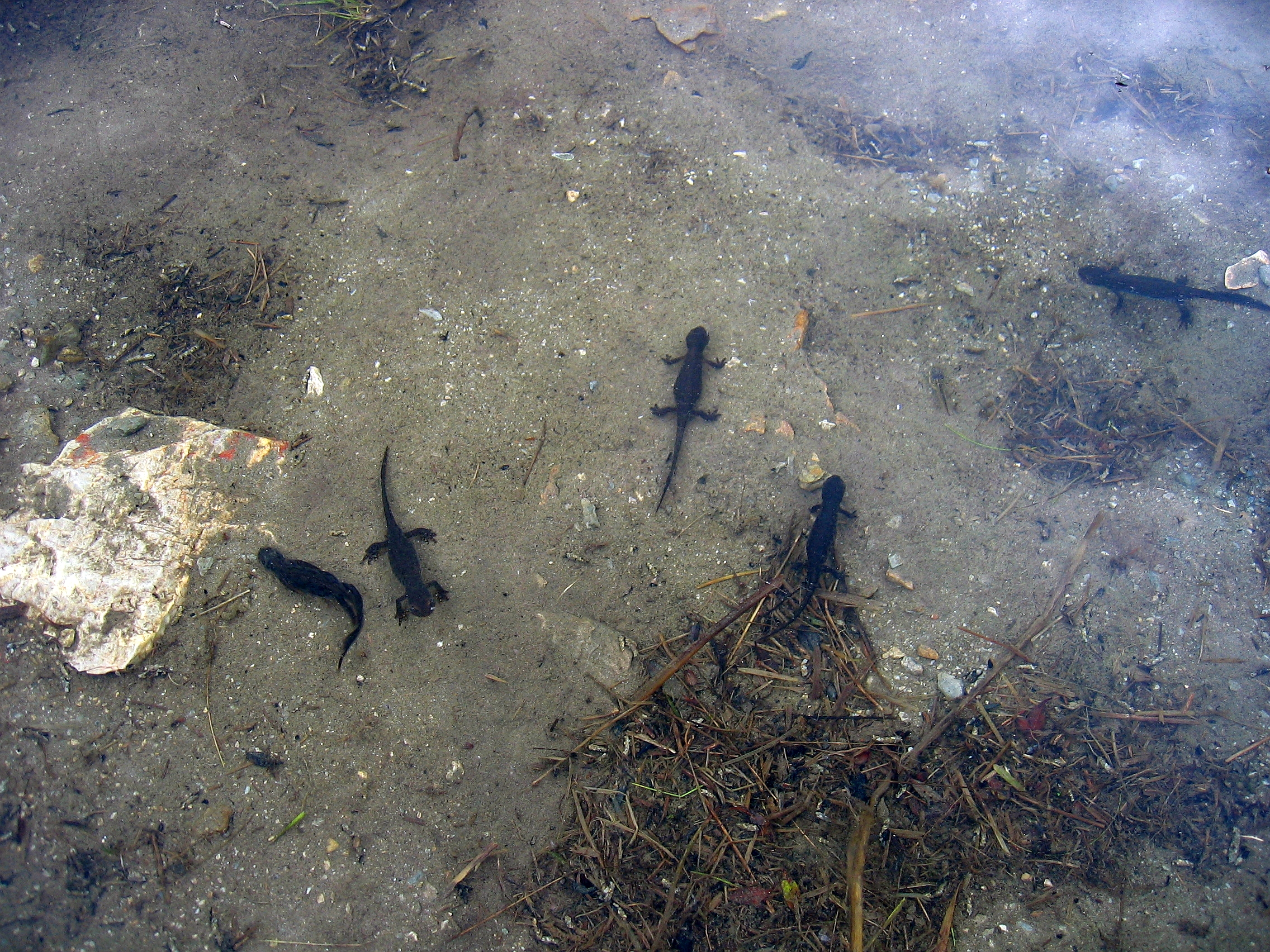
Bergmolche im Lago Pera auf etwa

Der Karnische Hauptkamm ist reich an Wildarten. Besonders die felsigen Bereiche sind für Gämsen (Rupicapra rupicapra) ein Rückzugsgebiet; die Tiere treten in hohen Dichten auf. Im Bereich von  Almen und Wäldern finden Rothirsche (Cervus elaphus) und Rehe (Capreolus capreolus) gute Lebensbedingungen, wenn auch in geringerer Dichte. Alpenmurmeltiere (Marmota marmota) sind häufig anzutreffen, insbesondere auf der italienischen Seite. Für die großen Raubtiere (Carnivora) Braunbär (Ursus arctos), Wolf (Canis lupus) und Luchs (Lynx lynx) existieren in den Karnischen Alpen nur vereinzelt Nachweise. Die stabilen Populationen der Tiere liegen außerhalb des Gebiets im Trentino und in Slowenien. Einzelne Tiere durchqueren bei ihren Wanderungen nach Norden immer wieder den Karnischen Hauptkamm.
Alpensalamander (Salamandra atra) und Bergmolch (Ichthyosaura alpestris) sind im Gebiet verbreitet. In den tieferen Lagen kommt auch der Feuersalamander (Salamandra salamandra) vor. Die Gelbbauchunke (Bombina variegata) ist weit verbreitet. Auch die Erdkröte (Bufo bufo) und der Grasfrosch (Rana temporaria) steigen mit größeren Beständen bis in Höhen von 2000 m ü. A. Von den Reptilienarten ist die Bergeidechse (Zootoca vivipara) am häufigsten vertreten. Für die Kroatische Gebirgseidechse (Iberolacerta horvathi) bildet die Gebirgsgruppe die Nordgrenze ihres Verbreitungsgebiets. Die Äskulapnatter (Elaphe longissima) wurde bei der Kleinkordin Alm in einer Höhe von 1600 m ü. A. nachgewiesen. Die Kreuzotter (Vipera berus) kommt im Gebiet vor und ist im Frühjahr häufig an sonnigen Plätzen zu beobachten.
Alpendohlen (Pyrrhocorax graculus) sind häufig anzutreffen. Mit Alpenschneehuhn (Lagopus muta), Birkhuhn (Lyrurus tetrix), Haselhuhn (Tetrastes bonasia) und Auerhuhn (Tetrao urogallus) sind vier Raufußhuhnarten im Gebiet heimisch.
Der Skorpion Alpiscorpius germanus bewohnt Blockschutthalden und Blockwälder und kommt am Karnischen Hauptkamm bis in 2000 m ü. A. vor. Der Weberknecht Leiobunum roseum ist ein Endemit der Südöstlichen Kalkalpen und am Karnischen Kamm verbreitet.

## Naturschutz
Teile des Hauptkamms stehen unter Naturschutz. In Österreich wurde 1983 der Bereich Wolayersee und Umgebung (NSG.027) mit einer Fläche von rund 19 km² als Naturschutzgebiet ausgewiesen. 2008 wurde das gleichnamige Europaschutzgebiet (AT2109000) gemäß FFH-Richtlinie als Teil des Netzwerks Natura 2000 verordnet. Es ist das größte Schutzgebiet auf Österreichischer Seite.
In Italien ist fast der gesamte Teil der Hauptkamms im europäischen Schutzgebietsnetzwerk von Natura 2000. In der Provinz Belluno ist das Europaschutzgebiet Dolomiti del Cadore e del Comelico (IT3230089) gemäß Vogelschutzrichtlinie ausgewiesen. In Friaul-Julisch Venetien ist das 195 km² große Europaschutzgebiet Alpi Carniche (IT3321001), gemäß Vogelschutzrichtlinie, das flächenmäßig größte Schutzgebiet der Karnischen Alpen und grenzt an das Gebiet Wolayersee und Umgebung an. Beide Gebiete integrieren kleinere Schutzgebiete, die nach der FFH-Richtlinie geschützt sind.

## Touristische Erschließung

### Wandern und Bergsteigen

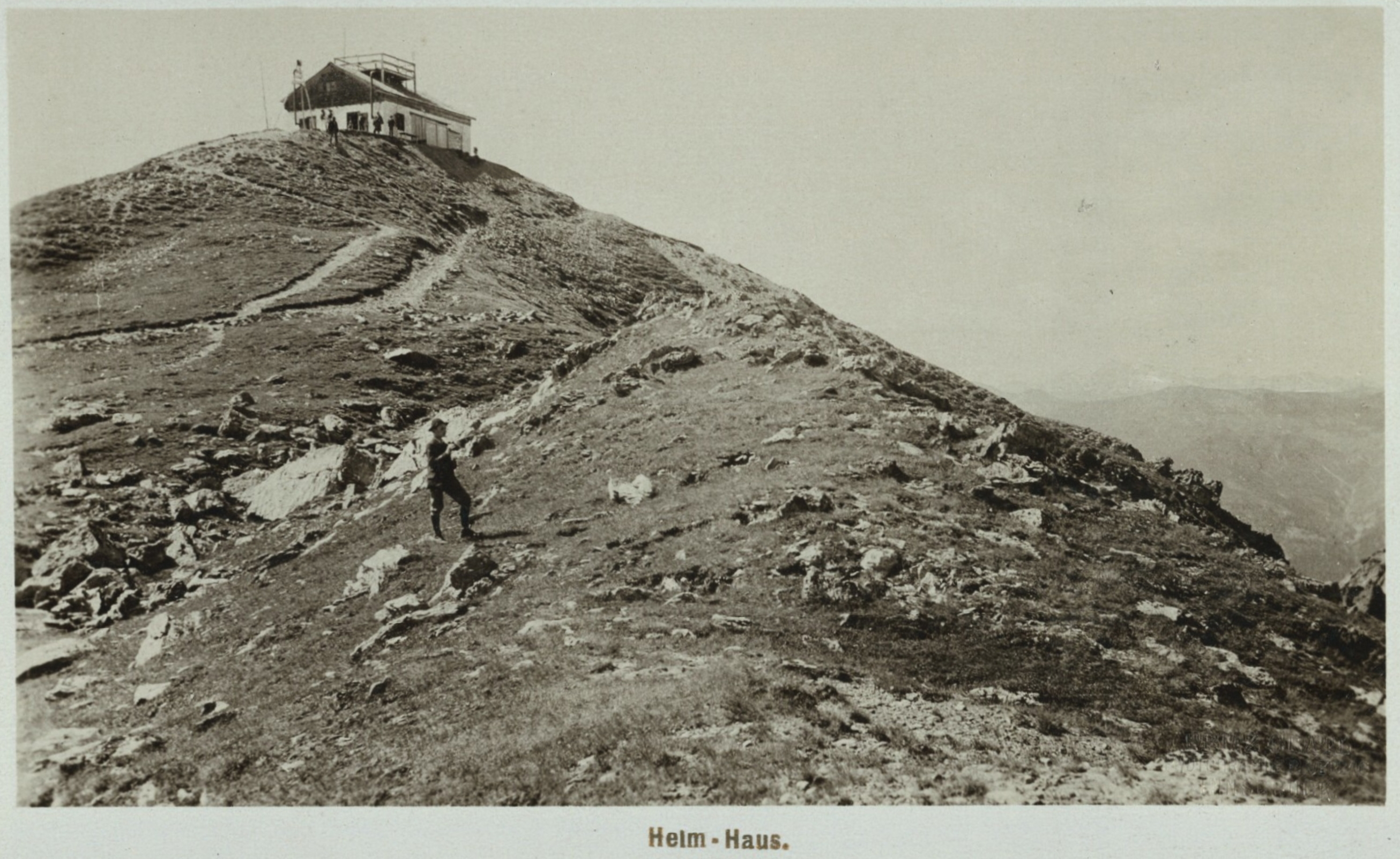
Das Helmhaus um 1905

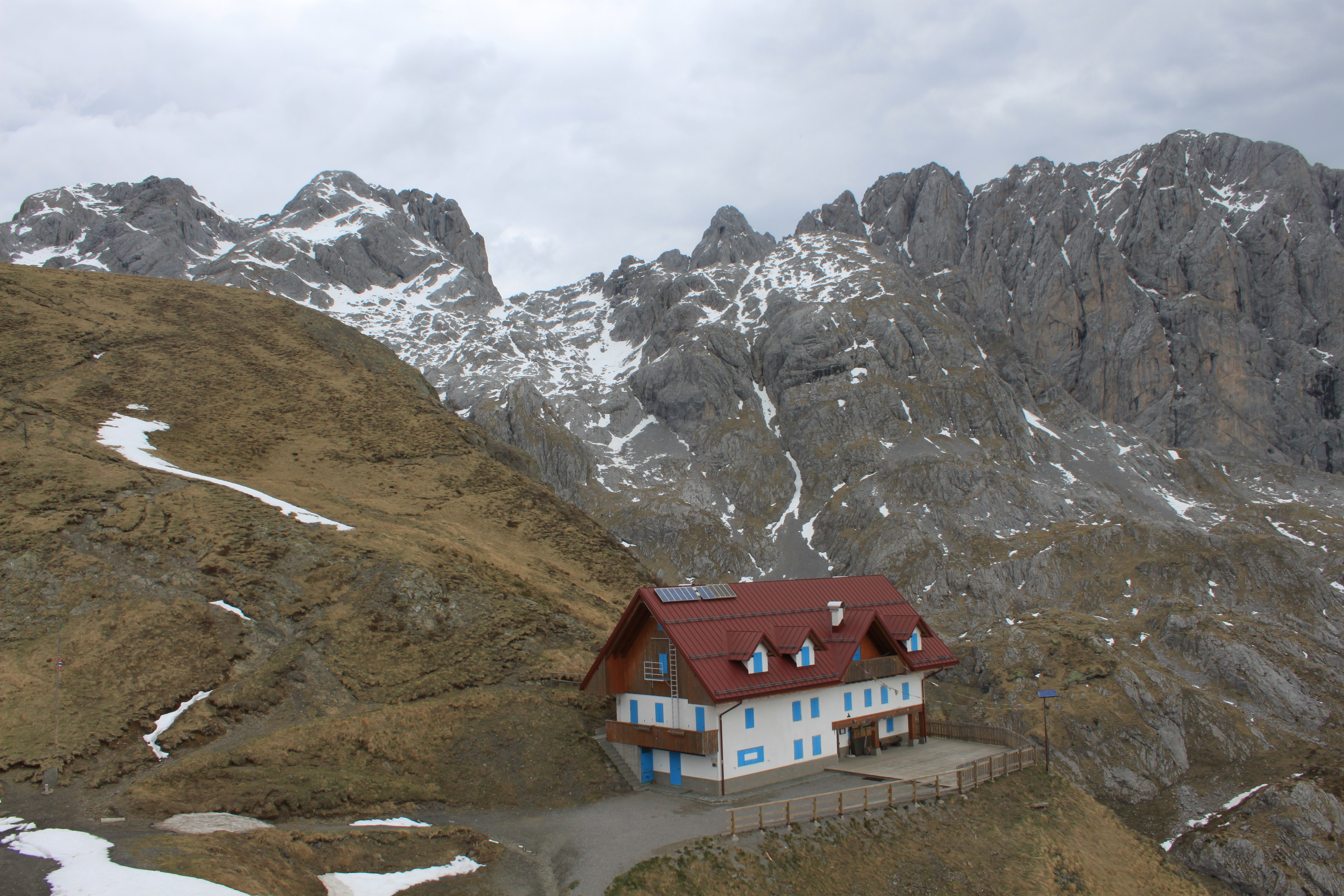
Das Rifugio Giovanni e Olinto Marinelli vor der Hohen Warte, 2012

Lange Zeit hielten sich am Karnischen Hauptkamm nur einheimische Hirten und Jäger auf. Vor allem Gamsjäger und Wilderer drangen bei der Verfolgung des Wildes bis in die Gipfelregionen vor. Mit der Grenzziehung von 1753 zwischen der Republik Venedig und der Habsburgermonarchie entlang des Karnischen Hauptkammes überquerten auch zunehmend Schmuggler das Gebirge. Von Süden wurde italienischer Wein und von Norden österreichischer Tabak und Zigaretten transportiert. Aus dieser Zeit existieren nur wenige Berichte über Gipfelbesteigungen. Als sicher gilt die Besteigung des Kollinkofels 1860 durch Anton Riebler den Älteren aus Mauthen bei einer Jagd auf Gämsen. Die touristische Erschließung begann Mitte des 19. Jahrhunderts, und etliche einheimische Jäger wurden nach der Reglementierung des Führerwesens zu autorisierten Bergführern. Die Wiener Alpinisten und Gründungsmitglieder des Österreichischen Alpenvereins Edmund von Mojsisovics und Paul Grohmann hielten sich oft am Karnischen Kamm auf, und es gelangen ihnen einige Erstbesteigungen. Am 30. September 1865 gelang Paul Grohmann, Nicolò Sottocorona und Hofer die Erstbesteigung der Hohen Warte. 1884 wurde die Sektion Gailtal des DuOeAV in Hermagor gegründet. Die junge Sektion errichtete 1885/86 die erste Naßfeldhütte. 1891 errichtete die Sektion Sillian mit dem Helmhaus das erste Schutzhaus im Westen des Karnischen Kamms. Die 1894 in Kötschach-Mauthen gegründete Sektion Obergailtal erbaute 1896 am Wolayer See die erste Schutzhütte. In der Zeit bis zum Ersten Weltkrieg hatte die Erschließung des Gebietes ihren ersten Höhepunkt, doch durch den Ausbruch des Krieges wurde der Alpintourismus und der Fremdenverkehr schlagartig beendet. Der Karnische Kamm wurde zur Gebirgsfront. Nach dem Krieg wurden zerstörte Schutzhütten wieder errichtet, vor allem aber Frontwege miteinander zum Karnischen Höhenweg verbunden und durchgehend Schutzhütten und Notunterstände gebaut. Während des Zweiten Weltkriegs prägten erneut Krieg und Zerstörung die Region. Eine von der britischen Besatzungsmacht verhängte Sperrzone im Gail- und Lesachtal unterband nach dem Krieg jegliche Ansätze des Bergsteigens. Doch auch nach deren Aufhebung begann die Wiederbelebung des Bergsteigens am Karnischen Kamm nur schleppend, da die Stützpunkte für Alpinisten fehlten. Als Folge war der Karnische Höhenweg immer mehr dem Verfall preisgegeben. Ab 1970 setzten sich die Dolomitenfreunde mit Hilfe des Österreichischen Alpenvereins für die Instandsetzung des Karnischen Höhenweges und der Hütten ein. Bereits sechs Jahre später war der Weg als durchgehende Verbindung von Sillian bis Arnoldstein fertiggestellt und wurde offiziell seiner Bestimmung übergeben.

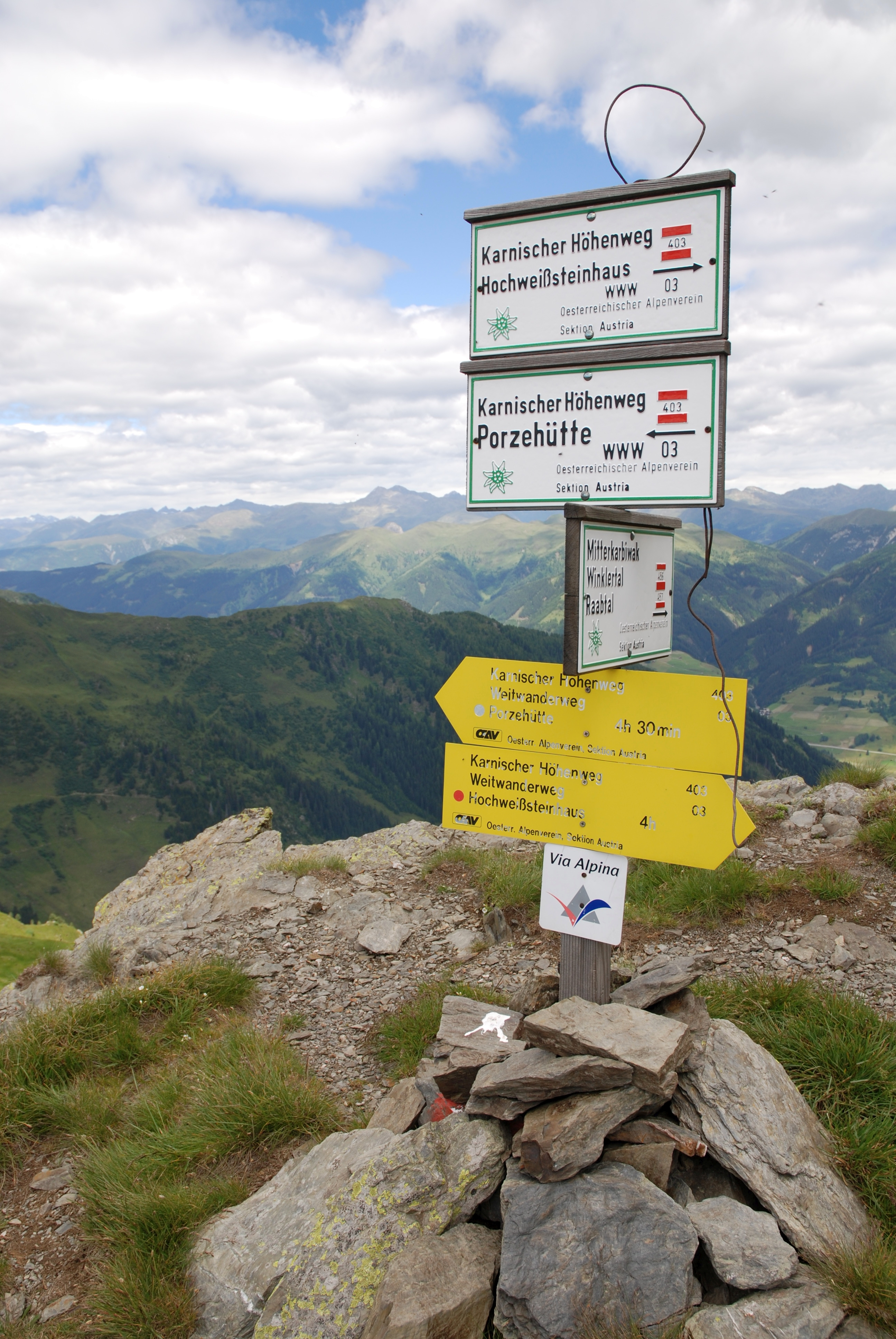
Beschilderung am Karnischen Höhenweg

Das markierte und beschilderte Wegenetz am Karnischen Hauptkamm wird großteils vom ÖAV und vom CAI gewartet. Der Karnische Höhenweg (Weg Nr. 403) durchquert den Gebirgszug von West nach Ost und hat bei der Pfannspitze seinen höchsten Punkt. Er ist Teil des Südalpenwegs (Österreichischer Weitwanderweg 03), des  Friedenswegs und des Roten Weges der Via Alpina.
Im Gebirge befinden sich viele Schutzhütten, die mehrheitlich von den Alpenvereinen betrieben werden. Überdies bieten auch private Unterkünfte Übernachtungsmöglichkeiten für Wanderer.
Schutzhütten von West nach Ost (Auswahl):
| Hütte                      | Höhe [m ü. A.] |
| -------------------------- | -------------- |
| Sillianer Hütte            | 2380           |
| Obstansersee-Hütte         | 2304           |
| Filmoor-Standschützenhütte | 2350           |
| Porzehütte                 | 1930           |
| Hochweißsteinhaus          | 1867           |
| Wolayerseehütte            | 1967           |
| Zollnerseehütte            | 1720           |
| Naßfeldhaus                | 1513           |

| Hütte                               | Höhe [m s.l.m. ] |
| ----------------------------------- | ---------------- |
| Rifugio Gallo Cedrone               | 2200             |
| Bivacco Armando Piva                | 2450             |
| Rifugio Pier Fortunato Calvi        | 2167             |
| Rifugio Lambertenghi e Romanin      | 1951             |
| Rifugio Giovanni e Olinto Marinelli | 2120             |
| Bivacco Ernesto Lomasti             | 1920             |
| Rifugio Pietro Fabiani              | 1539             |
| Rifugio Fratelli Nordio             | 1406             |

### Klettern
Die klettertechnische Erschließung setzte bereits in der zweiten Hälfte des 19. Jahrhunderts ein. Besonders in den großen Wänden des Biegengebirges, wie den Kellerspitzen oder am Seekopf gelangen erste Durchstiege. Heute gibt es, vor allem in den Klettergärten und Sportklettergebieten, viele Routen bis in den X. Schwierigkeitsgrad. Am Karnischen Hauptkamm gibt es mehrere Klettersteige. Insbesondere im Plöckenpassgebiet befinden sich leicht erreichbare, bekannte Steige:
- Cellonstollen (Cellon, B)
- Steinbergerweg (Cellon, B/C)
- Oberst-Gressel-Klettersteig (Cellon, C/D)
- Weg ohne Grenzen (Cellon, D)

### Wintersport

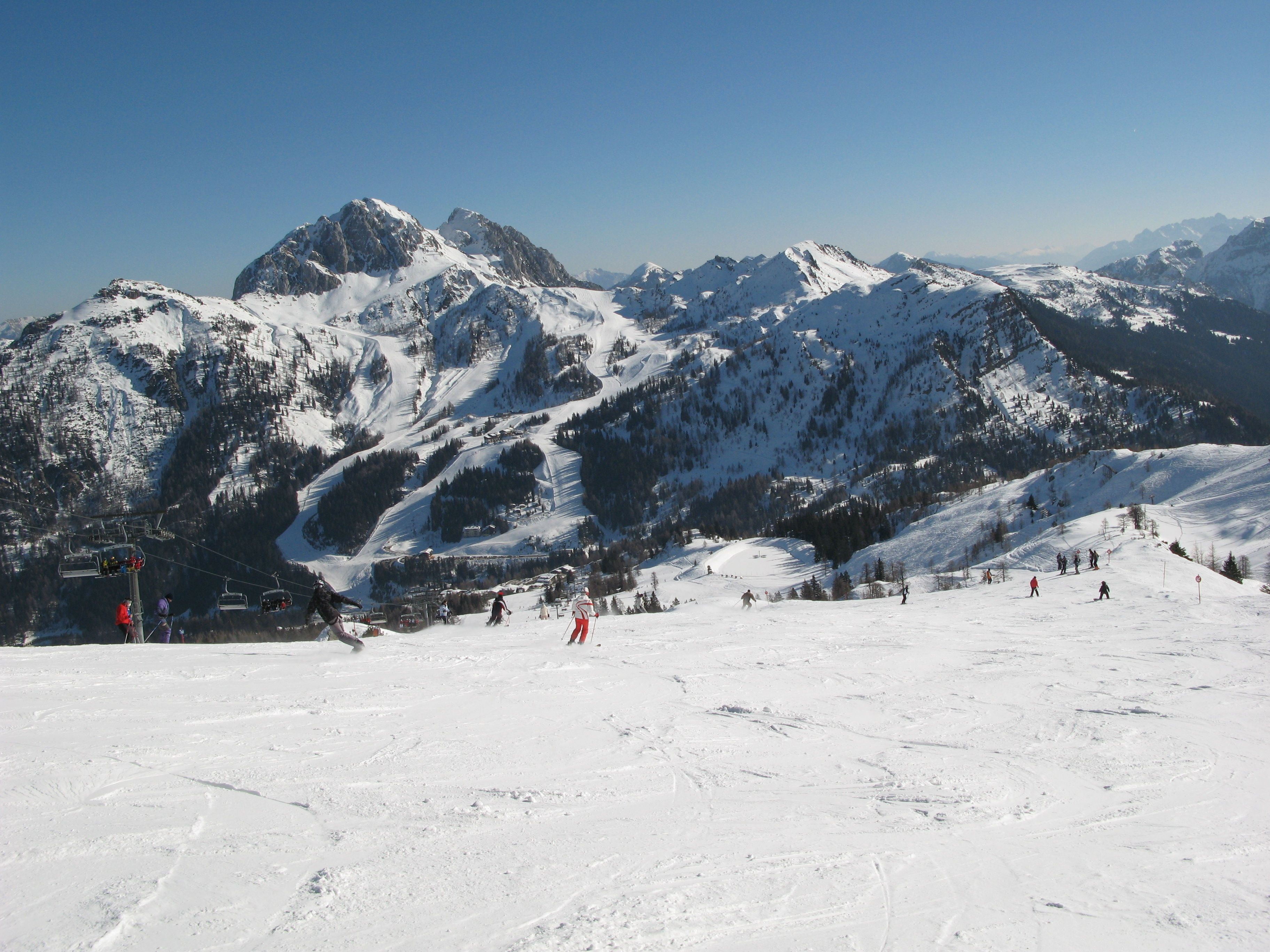
Blick über das Skigebiet am Nassfeld zum Gartnerkofel

Das bedeutendste Skigebiet des Karnischen Hauptkammes befindet sich im Bereich des Nassfeldes. In Sexten gibt es ebenfalls ein Skigebiet. Für die Durchführung von Skitouren ist das Gebiet um die Obstansersee-Hütte und der Bereich Helm / Sillianer Hütte beliebt.

## Wirtschaft

### Tourismus
Die Gemeinden Kartitsch, Obertilliach, Untertilliach, Lesachtal, die Ortschaft Mauthen und die italienische Gemeinde Paularo sind Teil der Initiative Bergsteigerdörfer des ÖAV. Ziel ist es, einen nachhaltigen Alpentourismus im Sinne der Alpenkonvention zu entwickeln.

### Landwirtschaft

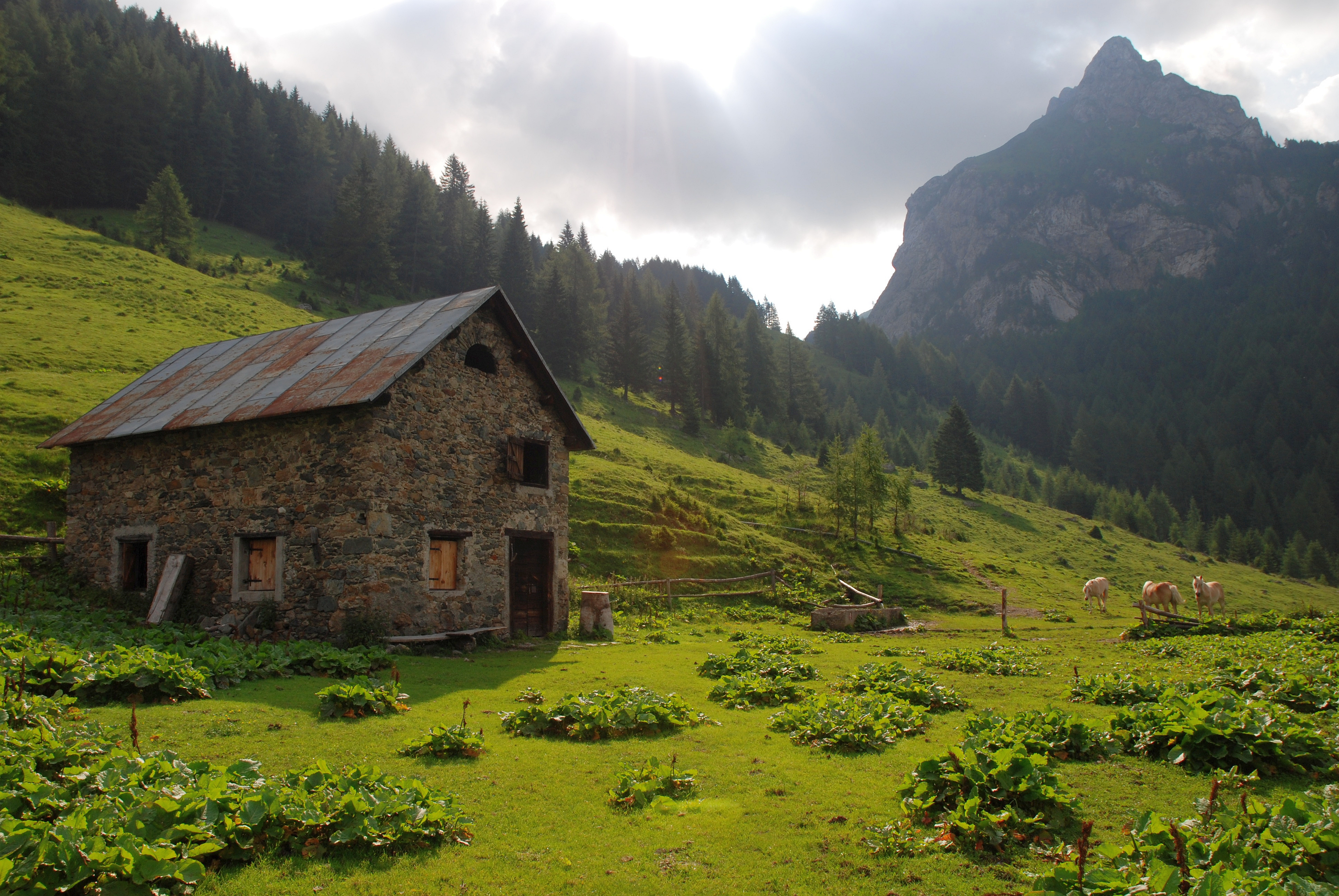
Bei der Casera Sissanis di Sopra werden noch Pferde gehalten

Die Landwirtschaft ist am Karnischen Hauptkamm bis auf wenige Ausnahmen auf die Weidenutzung der Almen beschränkt. Abseits der Karstgebiete bieten die Böden und die hohe Wasserverfügbarkeit gute Voraussetzungen für die Weidewirtschaft. Meistens werden auf Almen keine Milchkühe mehr gehalten, sondern ausschließlich Galtvieh. Nur selten wird Milch vor Ort verarbeitet, wie etwa auf der Frondell Alm, wo Gailtaler Almkäse hergestellt wird. Auch werden Pferde und Schafe auf den Almen gehalten. Die Nutzung von Almen an der Nordseite ist seit dem 14. Jahrhundert belegt. Im Görzer Urbar von 1374 werden unter anderem die Mauthner Alm, Tschintemuntalm, Garnitzenalm, Straniger Alm sowie die Feistritzer Alm erwähnt. Auf der Südseite, in Karnien, ist die Almwirtschaft seit dem 8. Jahrhundert belegt. Die Almen sind meist Gemeinschaftsalmen oder Privatalmen. Servitutsalmen spielen eine untergeordnete Rolle. Es fand oft ein grenzüberschreitender Verkehr von Vieh und Gütern statt. Viele Gailtaler Almen wurden etwa an italienische Senner verpachtet, die ihr Vieh von Süden auftrieben und Käse nach Friulaner Art produzierten. Die Zahl der aufgetriebenen Nutztiere war im 19. und frühen 20. Jahrhundert im Vergleich zu heute deutlich größer. Während der beiden Weltkriege wurden viele Almhütten zerstört und die Almbauern oft enteignet. Mit dem Wandel der Landwirtschaft im 20. Jahrhundert waren die Almen für die Höfe im Tal nicht mehr überlebensnotwendig, und der Almauftrieb im Sommer wurde häufig eingestellt.

### Bergbau

Das Wappen von Forni Avoltri verweist auf den Bergbau im Monte Avanza

Auf italienischer Seite wurde seit dem Mittelalter intensiver Bergbau betrieben. Insbesondere die Gewinnung von Eisen, Silber und Kupfer waren von hoher Bedeutung. Die geförderten Mineralien waren hauptsächlich: Siderit, manganhältiger Siderit, Tetraedrit, Hämatit, aber auch Bleiglanz, Sphalerit, Fluorit und Baryt. Am Monte Avanza befinden sich mit den alten Silber- und Kupferminen die ältesten Zeugnisse für den Bergbau in der Region Friaul-Julisch Venetien. Die Bergbautätigkeit ist seit dem Jahr 778 nachgewiesen. Auch in den Bergen um Timau wurden Silber und Kupfer gewonnen. Bei Pramosio befindet sich ein mittelalterlicher Silberstollen, der noch in seiner ursprünglichen Form intakt ist. Am Monte Cocco bei Ugovizza wurde vor allem Eisen abgebaut. Während des Zweiten Weltkriegs war die strategische Bedeutung der Minen am Monte Cocco derart hoch, dass Deutschland diesen Teil des Territoriums unter seiner Kontrolle hielt. Mit Ende des Zweiten Weltkriegs wurden die Bergbaubetriebe aus wirtschaftlichen Gründen eingestellt. Heute befinden sich in derselben Region einige Steinbrüche zur Gewinnung von Natursteinen. In den Gemeinden Forni Avoltri (Avanza und Clap di Naguscel), Paluzza (Pramosio, Valcollina-Portocozzi und Koul Troten), Paularo (Plan di Zermula) und anderen werden vor allem gut polierfähige Kalksteine gewonnen, die unter der Bezeichnung Fior di pesco carnico oder Grigio Carnico vermarktet werden.

## Siedlungen

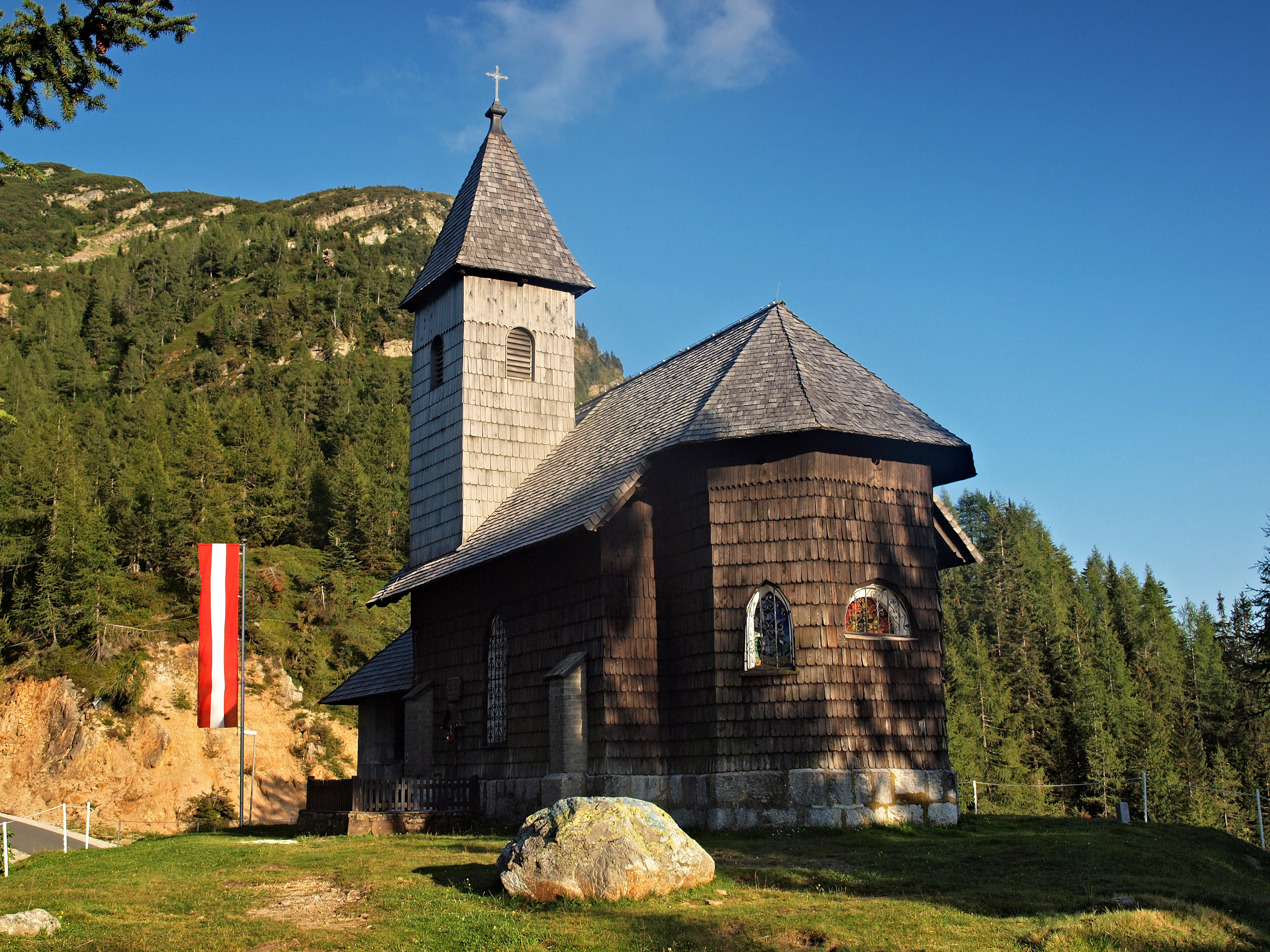
Die Nassfeldkirche auf

Die Hochlagen am Karnischen Hauptkamm liegen großteils außerhalb des Dauersiedlungsraumes, die Besiedlung beschränkt sich daher auf wenige isolierte Berghöfe, Almen und Berghütten. In den Wintersportgebieten bilden Hütten, Hotels und andere Bauten eine Art moderne Streusiedlung im Hochgebirge. Insbesondere am Nassfeld (1500 m ü. A.) existiert eine ausgeprägte touristische Infrastruktur. Seit 1916 steht dort die Nassfeldkirche (Gedächtniskapelle). Der traditionelle Nassfeldkirchtag findet seit 1949 alljährlich am ersten Sonntag im August als festa dell'amicizia – Fest der Freundschaft beiderseits der österreichisch-italienischen Staatsgrenze statt.

## Namenskunde
Namensgebend für das Gebirge ist die italienische Region Karnien (lateinisch Carnia). Es war Siedlungsgebiet des keltischen Volkstammes der Karner (Carni), die vom Römischen Reich im Jahre 35 v. Chr. unterworfen wurden. Plinius der Ältere erwähnte in der Naturalis Historia die „Alpes Carnicae“. Er bezeichnete damit jedoch ein Gebiet, das im Vergleich zu heute deutlich größer war und bis zur Quelle der Save (Savus) reichte.
Gipfel- und Flurnamen stammen aus der deutschen, slowenischen (slawischen), furlanischen und italienischen Sprache. Das Gebiet um Sappada (Bladen) ist noch vorwiegend deutschsprachig und weist einen besonderen plodarisch-deutschen Dialekt auf. Je nach Verbreitung der Volksgruppen prägten diese die Namen der Örtlichkeiten, die teilweise bis heute überdauerten. Im westlichen Teil stößt man auf romanische Almbezeichnungen wie Misoria, Frondell und Tschintemunt (von italienisch cento monti hundert Berge), im Osten gibt es hingegen slawische Benennungen wie Schlanitzen, Werboutz, Achomitz oder Feistritz.

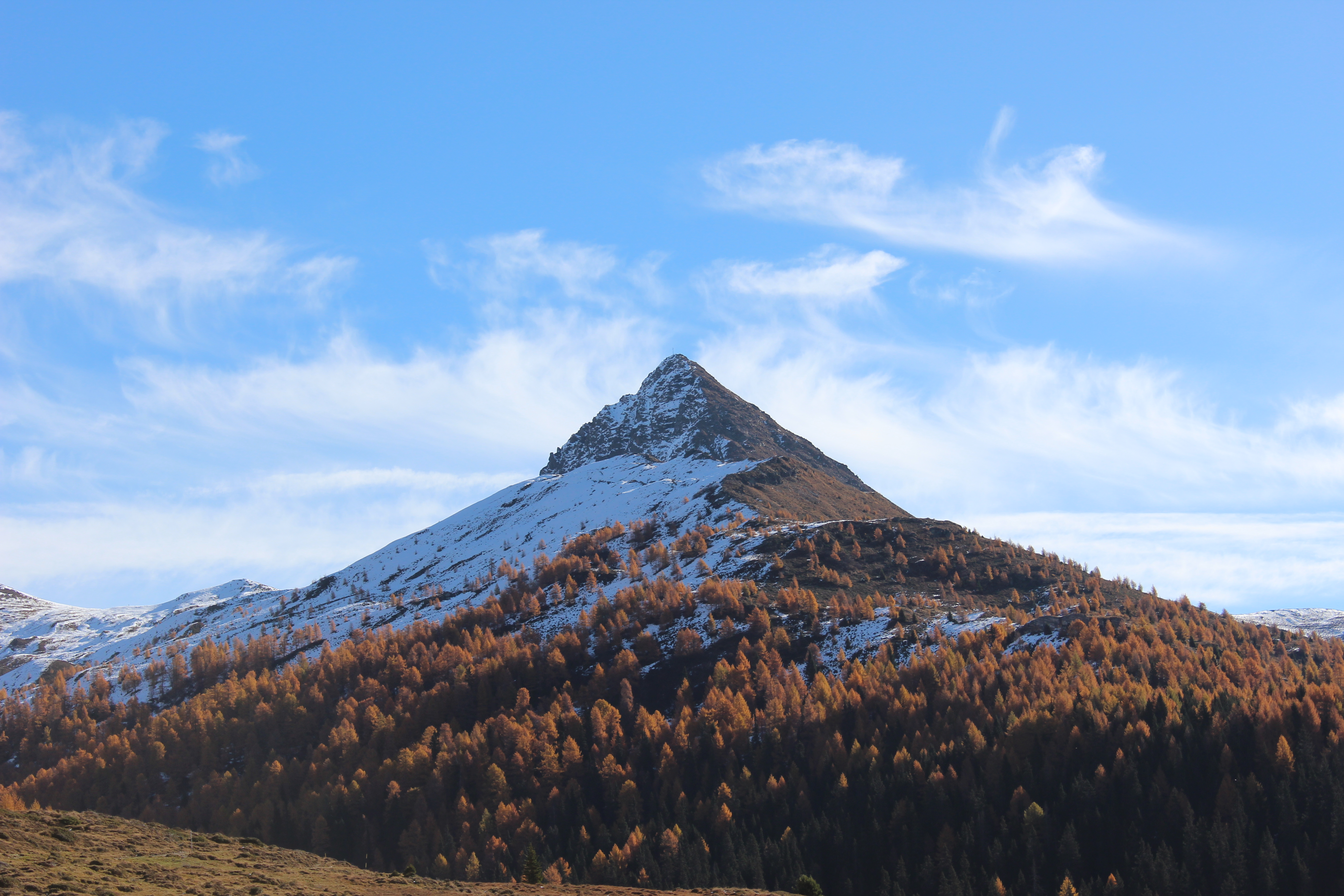
Der Col Quaterna (eingedeutscht: Knieberg) ist ein erodierter, vulkanischer Zufuhrschlot

Im Gailtal lebt bis heute eine slowenische Minderheit. Der Name des Polinik leitet sich vom slowenischen pol (halb) ab und bezieht sich auf den Sonnenstand (Mittagsberg, Zwölfer). Nur selten wird der deutsche Name Angerkofel gebraucht. Östlich vom Gailtaler Polinik befindet sich der Würmlacher Polinik, für den sich nie ein deutsches Ersatzwort etabliert hat. Entsprechend des Grenzverlaufs sind die Gipfelnamen im Norden deutsch und im Süden italienisch. Der Kreuzbergsattel war bis 1918 die österreichische Staatsgrenze, und mit ihm beginnt das heutige Südtirol, das sowohl im Sextental als auch im Pustertal deutschsprachig ist. Mit dem Ende des Ersten Weltkriegs kam es zu einer Verschiebung der Staatsgrenze und auf Betreiben der jeweiligen Regierung kam es  zu einer Eindeutschung bzw. Italianisierung vieler Gipfel- und Flurnamen. So entstand für den Col Quaterna die Bezeichnung Knieberg oder für den Monte Zermula der Name Schamulkofel. Im Osten des Karnischen Kammes befindet sich der Monte Cerchio, der bis 1918 Zirkelspitze genannt wurde. Nachdem das Einzugsgebiet zu diesem Berg im Kanaltal seit 1918 fast rein italienisch ist, hat sich auch in Österreich die Bezeichnung Monte Cerchio eingebürgert. Der Cellon wird heute in der Regel auch von deutschsprachiger Seite so genannt. Der Name Frischenkofel hat jedoch, nachdem er bereits vor 1914 in der alpinen Literatur erscheint, ebenfalls seine Berechtigung. Ebenso ist für den Monte Peralba der Name Hochweißstein gebräuchlich. Beide Namen beziehen sich auf den hellen Kalkstein, aus dem der Berg besteht. Einige Gipfel im Grenzverlauf tragen nur italienische Namen. Der Monte Canale und die Cima di Sasso Nero sind von Süden leichter zugänglich und werden in der Regel von italienischer Seite erstiegen.

## Geschichte

### Frühgeschichte
Der Plöckenpass ermöglicht einen leichten Übergang von Venetien ins Innere der Alpen und wird mindestens seit der Eisenzeit begangen. Der Weg steht in enger Verbindung mit dem nahegelegenen Handels- und Bergbauzentrum Gurina im Gailtal, südlich der Jauken, wo Bergbau auf Blei und Zinn betrieben wurde. Funde aus der prähistorischen Siedlung zeugen von einer intensiven Handelsbeziehung zwischen den Gebieten nördlich und südlich des Hauptkamms, die seit dem Ende der Urnenfelderkultur um 800 v. Chr. belegt ist. Theodor Mommsen entdeckte 1857 venetische Felsinschriften auf den Würmlacher Wiesen in der Nähe der Missoriaalm (1100 m ü. A.). Die Würmlacher Felseninschrift wurde zwischen dem 5. und 1. Jahrhundert v. Chr. in den Fels geritzt. 1968 wurde unmittelbar am Passweg über das Lodintörl (Findenigtörl, 1863 m ü. A.) ebenfalls eine venetische Inschrift gefunden.

### Römerzeit
Unter Augustus erfolgte der Ausbau der alten Veneterstraße über den Plöckenpass zur Römerstraße Via Julia Augusta. Von Aquileia im Süden führte sie nordwärts über Iulium Carnicum und den Plöckenpass bis ins Drautal. Auf der Südseite des Passes befinden sich drei Felsinschriften aus der Kaiserzeit und Spätantike, die vor allem die Instandhaltung der Straße behandeln.

### Erster Weltkrieg

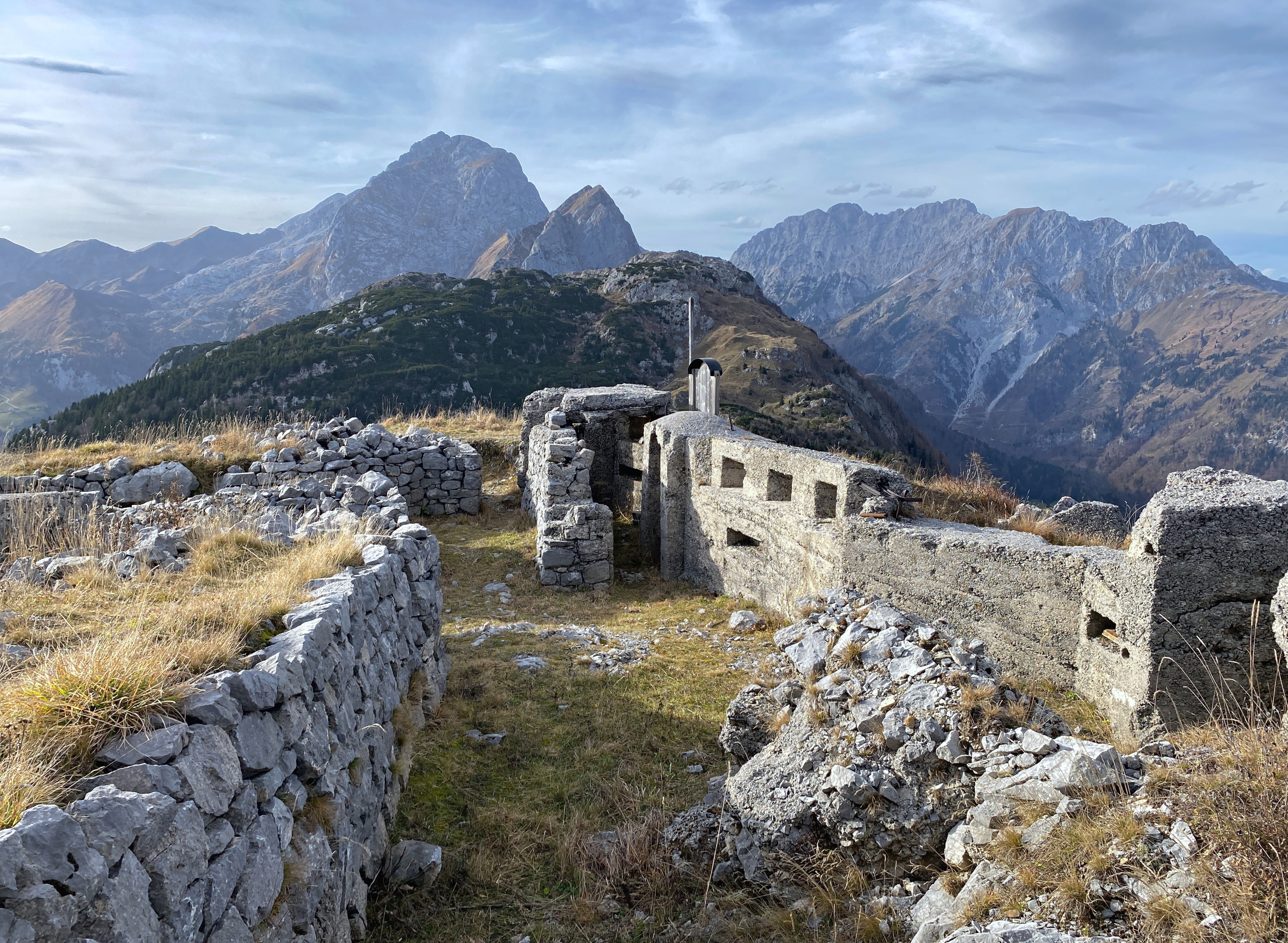
Das Freilichtmuseum am Freikofel mit Schützengräben aus dem Ersten Weltkrieg.

Nach dem italienischen Kriegseintritt in den Ersten Weltkrieg im Mai 1915 wurde der ganze Karnische Kamm vom Kreuzbergsattel bis zum Nassfeld unmittelbares Frontgebiet und es kam zu einem erbitterten Gebirgskrieg zwischen  Österreich-Ungarn und dem Königreich Italien. An den wichtigsten Punkten wurde mit dem Bau von Unterkünften und provisorischen Stellungen begonnen. Das Kampfgeschehen reichte vom Einsatz der Standschützen bis zu schwerem Artilleriefeuer. Blitzschlag, Absturz und vor allem Lawinen forderten oft mehr Opfer als die gegnerische Waffenwirkung. Der lange Stellungskrieg im Hochgebirge erforderte auf beiden Seiten einen massiven Ausbau der Logistik. In allen Seitentälern zur Front entstanden Kriegsstraßen. Saumwege führten von den Talenden weiter bis zu den Stellungen. Zu den einsamen Feldwachen auf den Gipfeln und Graten zogen sich kühn angelegte alpine Steiganlagen. Zahlreiche Seilbahnen sicherten einen möglichst witterungsunabhängigen Nachschub zu den wichtigsten Abschnitten. Als im Spätherbst 1917 die italienischen Verbände im Zuge der Ereignisse des Durchbruches von Flitsch und Tolmein auch die Karnische Front räumten, kehrte wieder Frieden im Gebirge ein. Zurück blieben vom Krieg gezeichnete Berge mit Schützengräben, Baracken, Kavernen und zahlreichen Soldatenfriedhöfen.
In Kötschach-Mauthen befindet sich das Museum 1915–18 des Vereins der Dolomitenfreunde. Es dokumentiert den Gebirgskrieg von 1915 bis 1918. Am Plöckenpass-Kleiner Pal befindet sich ein Freilichtmuseum. Das um 1970 von Walther Schaumann ins Leben gerufene Projekt der Friedenswege erinnert ebenfalls an die Geschehnisse des Ersten Weltkriegs. Im Juni 1979 wurde am Gipfel der Großen Kinigat das Europakreuz errichtet, an dem eine Gedenktafel mit der Inschrift „Nie wieder Krieg“ angebracht wurde.

## Karten
- Alpenvereinskarte Blatt 57/1 (Karnischer Hauptkamm, West), 1:25.000; Österreichischer Alpenverein 2020; ISBN 3-948256-00-4.